# 세가
주식회사 세가(일본어: 株式会社セガ, 영어: Sega Corporation)는 일본 도쿄에 본사를 둔 다국적 비디오 게임 개발사 및 배급사이다. 주요 국제 지사 세가 오브 아메리카(Sega of America)는 미국 캘리포니아주 어바인에, 세가 유럽(Sega Europe)은 런던에 위치한다. 세가는 세가 사미 홀딩스의 일원인 주식회사 세가 그룹의 자회사이다. 세가의 주력인 비디오 게임 제작은 2015년 구조조정 이후 세가 게임스(Sega Games)와 세가 그룹의 자회사 유한회사 세가(Sega Interactive Co., Ltd.) 두 개의 회사가 공존해 분담하는 형태였으나, 2020년부터 아케이드 게임 및 가정용 비디오 게임 모두 제작하는 개발 부서 '세가 게임스'로 통합운영된다. 1983년부터 2001년까지는 세가는 비디오 게임기를 제작했다.
세가는 본래 1960년 6월 2일, 미국인 사업가 마틴 브롬리와 리처드 스튜워트가 '일본 오락물산'이라는 사명으로 설립돼, 이전 회사인 서비스 게임스 오브 재팬의 자산을 인수하면서 출발했다. 1965년, 아케이드 게임 수입사 로젠 엔터프라이즈를 인수했으며, 본래 회사명이었던 '서비스 게임스'(Service Games)를 줄인 말 세가 엔터프라이즈로 개명했다. 1966년에 세가의 첫 번째 아케이드 게임 《페리스코프》가 출시됐다. 1980년대 초 아케이드 사업이 하락세에 접어들자 SG-1000와 세가 마스터 시스템을 시작으로 비디오 게임 콘솔 제작에 뛰어들어 패밀리 컴퓨터와 같은 동시대 게임기와 경쟁했다. 1988년 발매한 차세대 콘솔 메가 드라이브는 본고장인 일본에선 경쟁에 밀렸으나 해외에서 1991년 《소닉 더 헤지혹》와 같은 작품들로 성공을 이루며 경쟁 기종 슈퍼 패미컴을 잠시 압도하는 모습을 보였다. 1990년대 말, 후속 기종 슈퍼 32X, 세가 새턴, 드림캐스트의 잇따른 상업적 실패로 재정난을 겪었으며, 2001년에는 콘솔 제조를 중단해 소프트웨어 전문 개발사로 전환했다. 2004년, 세가는 사미에 인수돼 세가 사미 홀딩스의 자회사로 활동하기 시작했다. 2015년 유한회사 세가 홀딩스가 설립됐으며, 주식회사 세가는 세가 게임스로 개명하고 세가의 아케이드, 오락시설 및 장난감 사업부는 독립된 자회사들로 분리됐다. 2020년, 세가 게임스와 세가 인터랙티브가 합병해 주식회사 세가로 재설립됐다.
오늘날 세가는 《소닉 더 헤지호그》, 《토탈 워》, 《용과 같이》 등 총 70개 이상의 소유 프렌차이즈 및 500개 이상의 게임들을 전세계에 유통하는 국제적 게임사로 자리잡았다. 또한 세가는 세계에서 가장 활발한 아케이드 게임 제작사로, 《버추어 파이터》와 《이니셜 D 아케이드 스테이지》같은 작품들을 배출했다.

## 역사

### 1940–1982: 기원 및 아케이드 산업 성공

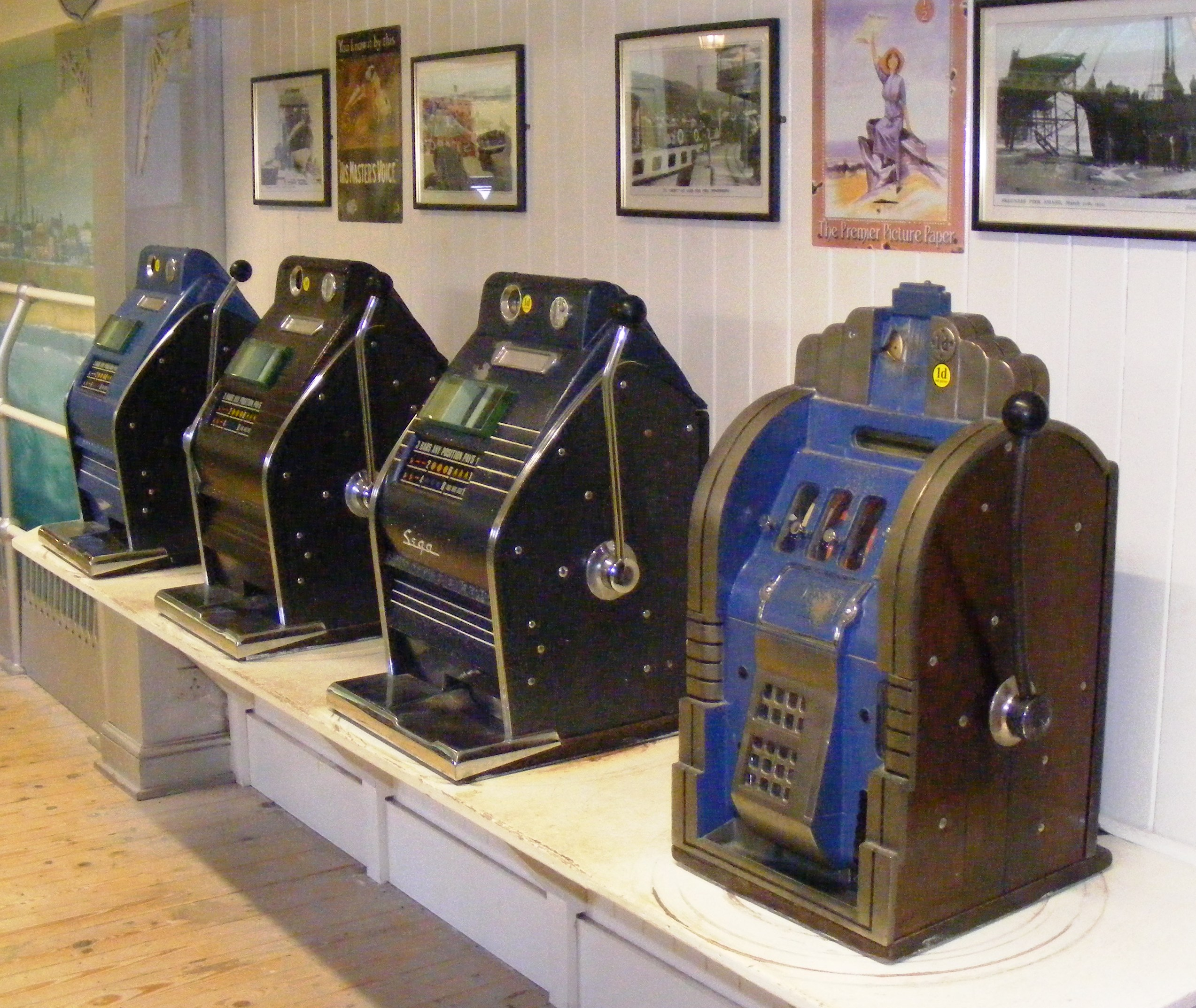
다이아몬스 3 스타는 1950년대 세가가 제작한 동전 작동식 오락 기계였다

1940년 5월, 미국의 사업가 세 명 마틴 브롬리, 아빙 브롬버그, 제임스 험퍼트는 하와이 호놀룰루에 스탠다드 게임스(Standard Games)를 설립했다. 이 회사의 주 사업은 제2차 세계 대전동안 군사 기지에서 증폭한 오락에 대한 수요를 겨냥해 슬롯 머신을 비롯한 동전 작동 방식 아케이드 게임 기계들을 제작하는 것이었다. 종전 후 1946년 창업자들은 스탠다드 게임스를 매각했고, 1946년 군사 시설을 주력으로 삼는다는 의미의 서비스 게임스(Service Games)를 창설했다. 1952년 미국 주정부가 자국 영토에서 슬롯 머신 운영을 불법으로 지정하자, 브롬리는 직원 리처드 스트워트와 레이 르마이어를 도쿄에 보내 일본 지사 서비스 게임스 오브 재팬(Service Games of Japan)을 설립해, 일본 내의 미군 진지에 슬롯 머신을 판매하기 시작했다. 1년 후, 전세계의 서비스 게임스 사업을 운영하고자는 목적 아래 이 5명이 모두 모여 서비스 게임스 파나마(Service Games Panama)를 설립했다. 그 후 다음 7년간 남한, 필리핀, 남베트남 등지로 회사의 사업 영역을 확장했다. 서비스 게임스의 줄임말이자 현재 사명인 세가(Sega)라는 이름은 1954년 제작된 '다이아몬드 스타'라는 슬롯 머신에서 처음 사용했다.
미국 주정부가 범죄조직 사업에 대한 수사 중 해당 회사에 대한 의심이 높아지자, 서비스 게임스 오브 재팬은 1960년 5월 31일 문을 닫았다. 같은 해 6월 3일, 브롬리는 서비스 게임스의 산업을 뒤이을 두 개의 회사 일본 오락물산과 일본 기계제조를 설립했다. 이 두 개의 신규기업들은 서비스 게임스 오브 재팬의 자산을 전수매입했다. 이 중 기계제조는 '세가'라는 이름으로 운영해 슬롯 머신 제작에 집중했으며, 오락물산은 스트워트가 직접 운영하는 회사로서 '우타매틱(Utamatic)'이라는 이름으로 운영해 주크박스같은 동전 작동식 기계들을 판매했다. 1964년, 두 회사는 일본 오락물산이라는 이름을 유지한 채로 합병했다.
한편, 일본 내 미국 공군 부사관이었던 미국인 데이비드 로젠은 동시기인 1954년 도쿄에서 포토 부스 사업을 시작했다. 이 기업은 이후 로젠 엔터프라이즈(Rosen Enterprises)로 개명하고 1957년 동전 작동식 오락 게임을 수입하기 시작했다. 1965년, 일본 오락물산은 로젠 엔터프라이즈를 매입해 주식회사 세가 엔터프라이즈로 재탄생했다. 로젠은 당시 CEO이자 관리 이사로 취임했으며 스트워트는 사장, 르마이어는 기획 이사가 됐다. 그 직후, 세가는 군사 기지와의 거래를 중단하고 슬롯 머신이 아닌 동전 작동식 오락 기계를 주력사업으로 변경했다. 당시 취급한 수입제품으로 록올라 주크박스, 윌리엄즈 제작 핀볼, 미드웨이 게임스 제작 라이트 건 게임이 있다.

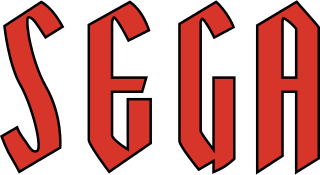
이전 로고

당시 세가는 타사 제품들을 수입했는데, 이 때문에 빈번한 제품 관리보수가 필요해지자 자체적으로 대체용 총 모형, 핀볼 플리퍼를 제조하기 시작했다. 전 세가 이사 나가이 아키라의 증언에 따르면 이는 세가가 자체 게임을 제작하게 된 계기가 됐다고 한다. 세가가 제조한 첫 번째 아케이드 전자기계(EM 게임)는 1960년대 후반 전세계로 수출된 잠수함 경험 게임 《페리스코프》였다. 당시로서 혁신적인 광효과와 음향을 갖춘 이 게임은 출시 직후 일본에서 큰 인기를 끌었다. 이후 《페리스코프》는 유럽과 미국 각지의 백화점에 수출됐고, 미국에서 '한 판에 25센트' 가격이 자리잡는 데 기여했다. 이 게임의 성공에 눈들인 세가는 다음 2년동안 매년 8~10개의 게임을 수출했다. 《페리스코프》의 전세계적 인기는 아케이드 산업에서 "기술적 르네상스"라 일컬으며 1960년대 후반부터 1970년 초반까지 EM 게임들이 대거 제작되는 열풍을 일으켰다. 그러나 이후 불법복제 문제로 인해 세가는 1970년 경 해당 부류의 게임 수출을 전면중지했다.
1969년, 세가는 미국의 복합기업 걸프 앤드 웨스턴 인터스트리스에 매각됐는데, 로젠은 계속해서 CEO 자리를 유지했다. 1974년, 걸프 앤드 웨스턴은 미국의 주식회사 세가(Sega Enterprises, Inc)의 자회사로 유한회사 세가(Sega Enterprises, Ltd.)를 두는 식으로 기업 구조를 변혁했다. 1973년에 세가는 첫 번째 비디오 게임 《퐁트론(Pong-Tron)》을 출시했다. 당시 공전의 인기를 자랑하던 타이토의 1987년 게임 《스페이스 인베이더》와의 치열한 경쟁에도 불구하고 세가는 1979년까지 1억 미국 달러 이상의 수익을 올리면서 1970년대 아케이드 비디오 게임 황금기의 거물로 올라섰다. 이 시기에 세가는 마이크로프로세서 기반 아케이드 게임을 제조한 그렘린 인더스트리스와, 하야오 나카야마가 창립하고 운영한 에스코 보우에키를 인수했다. 나카야마는 세가의 일본 지역 관리직에 취임했다. 1980년대 초반, 세가는 회사 총수익이 2.14억 달러를 기록하면서 당시 미국의 5대 아케이드 게임 제조사들 중 하나로 등극했다. 1979년에 출시한 세가의 게임《헤드 온》은 '점먹기식 게임플레이'를 소개하면서 이후 남코의 《팩맨》에 지대한 영향을 끼쳤다. 1981년에는 당시 상업적 대성공을 이룬 코나미의 《프로거》의 판권을 구입해 배급했다. 1982년, 세가는 최초로 축측 투영 그래픽을 도입한 비디오 게임 《잭슨》을 발매했다.

### 1982–1989: 게임 콘솔 시장 진입 및 제2차 아케이드 부흥기
1982년부터 아케이드 산업이 침체기에 들어서자, 걸프 앤드 웨스턴은 1983년 9월 북미 아케이드 게임 제조부 및 관련 판권을 볼리 매뉴팩처링에 매각했다. 걸프 앤드 웨스턴가 남긴 세가의 지분은 북미의 연구개발 부서와 그 일본 지사 '유한회사 세가'였다. 아케이드 사업이 기울자 유한회사 세가 사장 나카야마는 회사가 쌓은 하드웨어 노하우를 바탕으로 일본 소비자 시장을 공략하자고 제안했다. 이는 곧 세가의 컴퓨터 제품 SC-3000의 개발로 이어졌다. 이후 일본 회사 닌텐도가 게임 전용 콘솔 패밀리 컴퓨터를 개발한다는 소식을 듣자, 세가는 SC-3000와 함께 회사 최초의 가정용 비디오 게임 플랫폼 SG-1000을 동시에 출범했다. SG-1000의 개량 제품 일부는 일본 외 전세계 각지로 수출됐다. 1983년 SG-1000의 판매량이 16만 대를 기록해 원래 세가가 예측한 첫 해 판매량 5만 대를 뛰어넘었으나, 경쟁 콘솔 패밀리 컴퓨터에 밀렸다. 이는 닌텐도가 제3의 비디오 게임 개발사들과 협력해 게임 수를 확장한 반면, 세가는 아케이드에서 경쟁하고 있는 기업들을 영입하는 것을 꺼려했기 때문에 나타난 결과라 분석된다.
1983년 11월, 로젠은 주식회사 세가 사장 자리를 1984년 1월 1일 내려놓겠다는 성명을 발표했다. 세가의 차임 사장 및 COO는 제프리 로칠리스로 결정됐다. SG-1000 출시 얼마 후 걸프 앤드 웨스턴의 창업자 찰스 블러던이 사망하자, 걸프 앤드 웨스턴은 소유사업들을 매각하기 시작했다. 나카야마와 로젠은 1984년 일본의 유망높은 소프트웨어 회사 CSK 코퍼레이션의 지원 하에 세가 일본 지사를 경영자인수하기로 협상했다. 나카야마와 로젠이 모집한 투자자들은 세가의 일본측 자산을 3800만 달러에 매입했다. 이 거래에 의해 CSK의 대표 오카와 이사오는 의장이 됐으며 나카야마는 유한회사 세가의 CEO로 임명됐다.

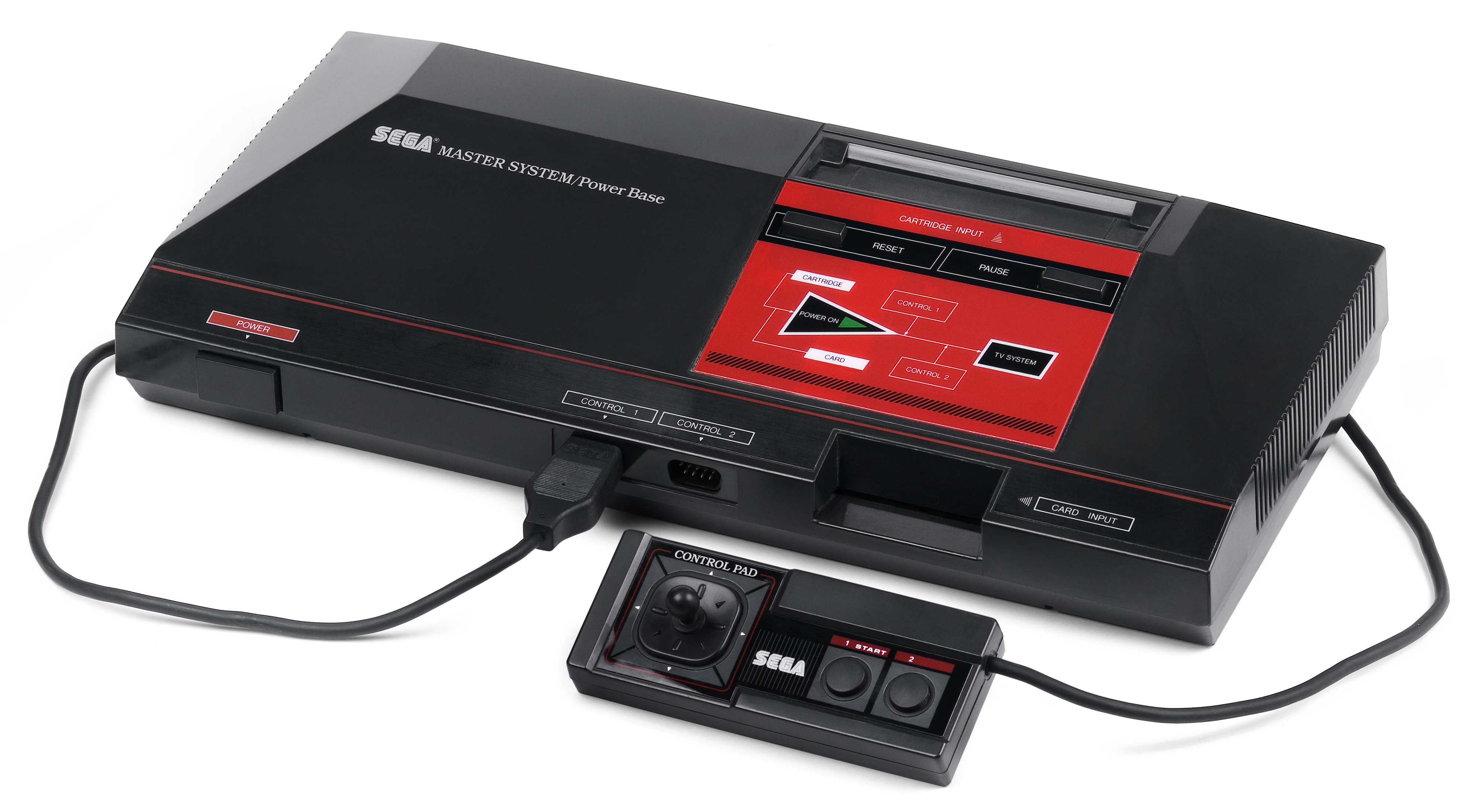
세가 마스터 시스템, 북미와 유럽 지역에 각각 1986년, 1987년 출시

1985년, 세가는 SG-1000의 개선형 제품 마크 III의 제작에 착수했다. 북미 시장쪽에선 소비자의 성향을 고려해 미래형 디자인을 결합한 마크 III의 개량 제품 세가 마스터 시스템을 제작했다. 마크 III는 일본에서 1985년 10월 발매됐다. 패밀리 컴퓨터보다 여러 측면에서 사양이 좋음에도 불구하고 발매 당시 반응은 미지근했다. 닌텐도는 패밀리 컴퓨터용 게임을 제작하는 개발사가 타 기종으로 이식하는 것을 금했기 때문에 세가는 타 개발사로부터 판권을 획득하는 방식으로 자체적으로 게임을 제작했다. 북미 시장에서의 홍보를 위해, 닌텐도가 앞서 패미컴 콘솔을 '닌텐도 엔터테인먼트 시스템'으로 출시했듯 세가 또한 마스터 시스템을 장난감으로 판매하기를 계획했다. 세가는 미국의 장난감 회사 톤카와 계약해 톤카의 영업비밀을 활용하고자 했다. 결과적으로 톤카의 부적절한 홍보방식이 세가 마스터 시스템의 부실한 판매성적에 기여했다. 1992년 초에 북미 시장에서 마스터 시스템 판매를 중지했는데, 추정 판매량은 150~200만 대였다. 이는 닌텐도와 아타리가 각각 차지한 북미 시장 지분 80%, 12%보다 적은 수치였다. 유럽 지역에서 마스터 시스템은 패밀리 컴퓨터가 대등할 만큼의 성공을 이뤘다. 1993년에 이르러서도 사용되는 마스터 시스템 수는 625만 대가량이었다. 브라질에서도 마스터 시스템은 성공적이었다. 세가가 협력한 해당 지역의 회사 테크토이는 새 기종을 잇따라 내며 마스터 시스템에 대한 지원을 멈추지 않았다. 2016년까지 브라질에서 판매된 마스터 시스템 수는 800만 대였다.
1984년, 세가는 아케이드 배급을 위한 유럽 지부 '세가 유럽(Sega Europe)을 신설했다. 1985년에는 볼리와의 협상으로 세가 엔터프라이즈 USA를 설립하면서 북미 아케이드 산업에 다시 진입했다. 1985년 출시한 《행온》은 북미에서 큰 인기를 끌어, 엄청난 수요에 맞춰 기기를 제작하기 위해 세가가 분투를 해야할 정도였다. 1985년 인형뽑기 게임 'UFO 캐처' 시리즈를 제작하기 시작했으며, 2005년 기준으로 일본에서 가장 많이 설치된 인형뽑기 기계가 됐다. 1986년, 마스터 시스템 출시를 시작으로 북미에서 소비자 제품 판매를 원활히 운영하기 위해 세가 오브 아메리카(Sega of America)를 설립했다. 톤카와의 협력중에 세가 오브 아메리카가 홍보 및 콘솔 배급에 관여했으며 소비자 지원과 게임 현지화에 집중했다. 1986년에 출시한 《아웃런》 캐비넷은 1980년대에 가장 많이 팔린 세가 아케이드 기기가 됐다. 전 세가 이사 나가이 아키라는 《행온》과 《아웃런》이 1982년 이후 지속된 아케이드 산업 침체기를 끝내고 새 비디오 게임 장르를 개척했다고 회상했다.

### 1989–1994: 메가 드라이브, 소닉 더 헤지혹, 그리고 성공의 반열

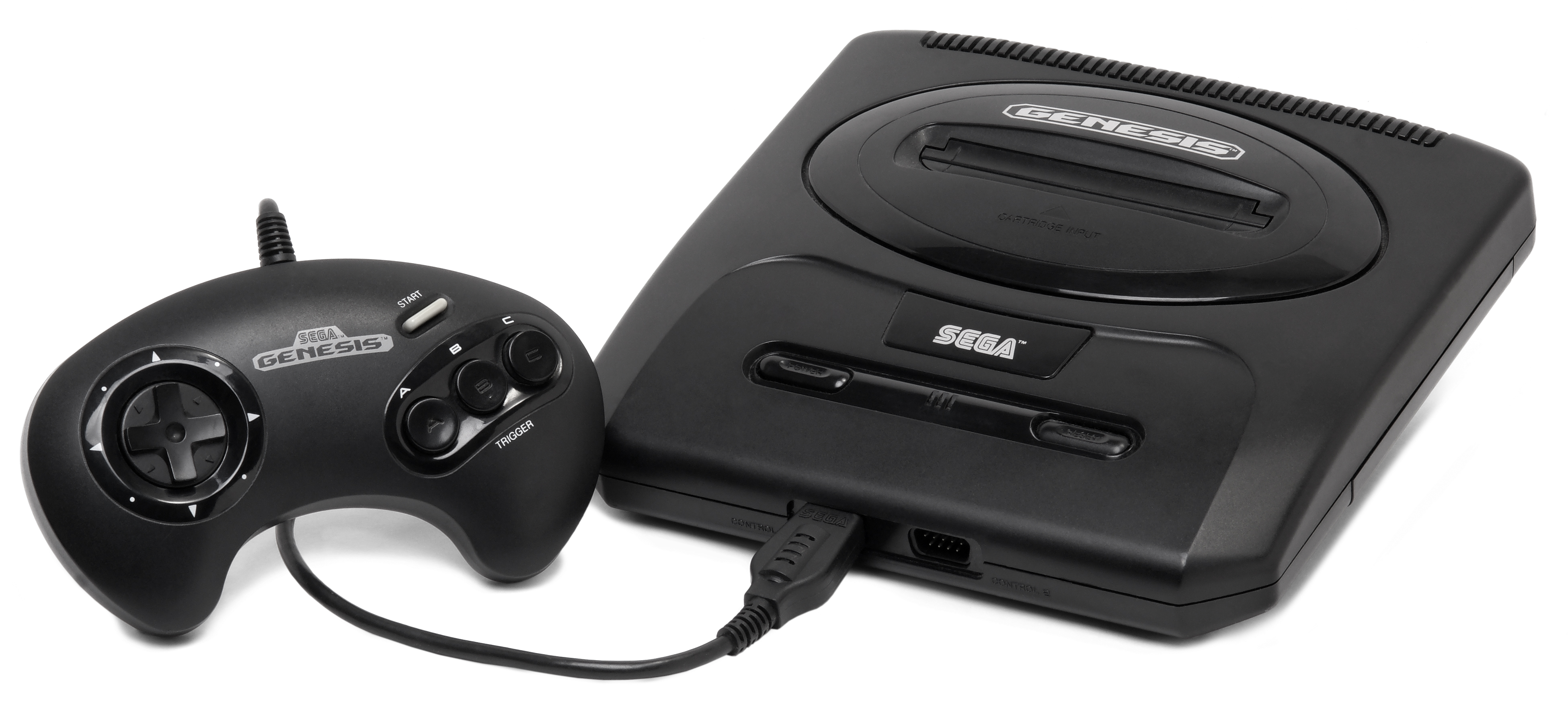
메가 드라이브(북미판 '세가 제네시스' 2세대 기기)은 세가 마스터 시스템의 후속기기로 4세대 비디오 게임 콘솔에서 16비트 콘솔 시장을 거머줬다

아케이드 산업에 다시 활기가 들어서고 1980년대가 끝날 무렵, 세가는 각광받는 게임 브랜드로 성장했다. 아케이드 시장에선 다양한 성향의 고객들을 겨냥해 경주 게임이나 횡스크롤 비디오 게임같은 게임들을 출시했다. 1988년 10월 29일, 세가는 일본에서 마스터 시스템의 후속기기 메가 드라이브를 출시했다. 콘솔 출시 직후에는 1주 전에 발매된 닌텐도의 《슈퍼 마리오 브라더스 3》에 가려 성적이 미미했다. 게임 전문 잡지〈패미통〉과 〈Beep!〉에서 메가 드라이브를 조명하면서 유명세를 탔고 이후 해당 콘솔을 다루는 잡지도 등장했지만, 발매 첫 해에는 40만 대를 파는 데에 그쳤다.
메가 드라이브는 패밀리 컴퓨터와의 경쟁에서 고전했으며, 일본 지역에서 16비트 시대동안 닌텐도의 슈퍼 패미컴과 NEC의 PC 엔진에게 판매량이 뒤쳤다. 북미 시장에 '세가 제네시스'라는 이름으로 콘솔을 출범할 당시, 세가에는 이를 위한 판매 및 홍보 부서가 존재하지 않았다. 해당 지역에서 콘솔 홍보를 위해 아타리와 접촉했으나 거래가 불성사되자, 세가는 미국 지사 세가 오브 아메리카를 통해 직접 출시하게 됐다. 세가 제네시스는 1989년 8월 14일, 뉴욕시와 로스앤젤레스에서 공식적으로 발매됐으며 그 해 말동안 그 외 북미 지역에서 연달아 출시했다. 유럽판 메가 드라이브는 1990년 9월 발매됐다.
전 아타리 임원이자 세가 오브 아메리카의 신규 사장 마이클 캐츠는 북미 시장 공략을 위해 2단계 전략을 세웠다. 첫째는 메가 드라이브가 아케이드와 유사한 경험을 가능케 하는 점을 강조하고, 광고에서 "제네시스는 닌텐도가 못 하는 것을 한다 (Genesis does what Nintendon't)"같은 닌텐도를 도발하는 문구를 내세우며 공격적인 선전을 벌인 것이다. 둘째는 닌텐도는 당시 아케이드 게임 대부분의 콘솔 이식에 대한 판권을 소유하고 있는 점을 고려해, 《마이클 잭슨의 문워커》나 《조 몬타나 풋볼》처럼 유명인을 내세워 활용한 게임들을 제작한 것이다. 이런 노력에도 불구하고 세가는 닌텐도가 점유한 가정용 콘솔 시장을 침투하는 데 어려움을 겪었다. 당시 나카야마는 첫 해에 100만 대의 판매량을 달성목표로 제시했지만 캐츠와 세가 오브 아메리카는 세가 제네시스를 약 50만 대를 판매하는 데에 그쳤다.
메가 드라이브의 데뷔 후, 세가는 닌텐도의 《마리오》 시리즈를 상대하기 위한 대형 작품을 기획했다. 여기서 탄생한 세가의 캐릭터 소닉 더 헤지혹은 역사상 최고 규모의 비디오 게임 프랜차이즈로 성장하기에 이르렀다. 1991년에 출시된 시리즈 첫 번째 게임 《소닉 더 헤지혹》은 본래 나카 유지가 몸을 둥글게 말아 튜브를 타고 빠르게 움직이는 캐릭터가 있는 테크 데모로 출발했는데, 이는 이후 오시마 나오토의 캐릭터 디자인과 야스하라 히로카즈의 레벨 디자인을 거쳐 게임이 완성됐다. 소닉의 색깔은 세가 로고의 코발트블루를 따왔으며, 신발은 마이클 잭슨의 구두, 성격은 빌 클린턴의 씩씩한 '캔두 (can-do)' 모습을 본땄다.
1990년대 중반에 캐츠가 세가 오브 아메리카를 퇴사하자, 나카야마는 톰 칼린스키를 지사의 새 CEO로 임명했다. 칼린스키 본인은 비디오 게임 시장에서는 무지했지만 산업에 식견있는 인사를 가까이 했다. 칼린스키는 면도날 비즈니스 모델에 따라 다음과 같은 네 가지 계획을 세웠다. 하나, 제네시스의 가격을 깎는다. 둘, 미국 시장을 겨냥하는 게임을 위한 개발진을 미국 지사에서 양성한다. 셋, 공격적인 홍보 및 선전을 강화한다. 넷, 제네시스와 동봉되는 게임을 《소닉 더 헤지혹》 대신 《수왕기》로 교체한다. 일본의 이사진은 이런 정책에 반대했지만, 나카야마는 칼린스키에게 "나는 유럽과 미국을 위한 결정을 위해 당신을 고용했으니 얼른 하라"라는 말과 함께 이를 승인했다.
《소닉 더 헤지혹》의 인기에 힘입어 1991년 휴가철 미국 시장에서 메가 드라이브(세가 제네시스)가 슈퍼 패미컴을 판매량에서 누르는 업적을 이뤘다. 1992년 1월에 세가는 16비트 콘솔 시장에서 65퍼센트의 점유율을 달성했다. 세가의 메가 드라이브는 슈퍼 패미컴과 비교했을 때 낮은 가격, 때를 앞선 공략, 출시 직후 선택폭이 큰 게임들 같은 이점을 보유하면서, 세가는 닌텐도를 성탄절 시기 판매량에 대해 4년 연속 누르는 성과를 거뒀다. 닌텐도의 미국 16비트 시장에 대한 달러 점유율은 1992년 말의 60%에서 1993년 말의 37%로 하락했으며, 세가는 1994년에 판매된 16비트 콘솔의 55%를 차지했다. 그 후 슈퍼 패미컴이 1995년부터 1997년까지 메가 드라이브보다 많이 팔리는 기록을 보였다.
1990년, 세가는 닌텐도의 휴대용 게임기 게임보이와 경쟁하기 위해 게임 기어를 출시했다. 게임 기어는 마스터 시스템을 휴대판으로 설계한 구조를 갖췄으며, 단색 흑백화면의 게임보이와는 달리 화면에 완전한 채색을 표현할 수 있었다. 그러나 짧은 배터리 수명, 부족한 게임 수, 세가의 미미한 지원 같은 이유로 게임 기어는 게임보이에게 밀리면서 약 1100만 대의 저조한 판매량을 기록했다. 1991년 12월 1일, 세가는 일본에서 메가 CD를 정가 49,800엔에 출시했다. 이는 CD-ROM 기술을 이용한 주변기기로, 기존 메가 드라이브보다 빠른 2차 프로세서, 확장 시스템 메모리, 세가 아케이드 게임과 유사한 스케일링 및 회전 효과를 낼 수 있는 그래픽칩, 부가 사운드칩이 들어있었다. 북미 지역에선 세가 CD라는 이름으로 1992년 10월 15일 정가 299달러에 출시했다. 유럽에서는 메가 CD라는 이름으로 1993년 출시했다. 메가 CD는 일본에서 첫 해 판매량이 10만 대에 그치면서 기대 이하의 성적을 거뒀다.

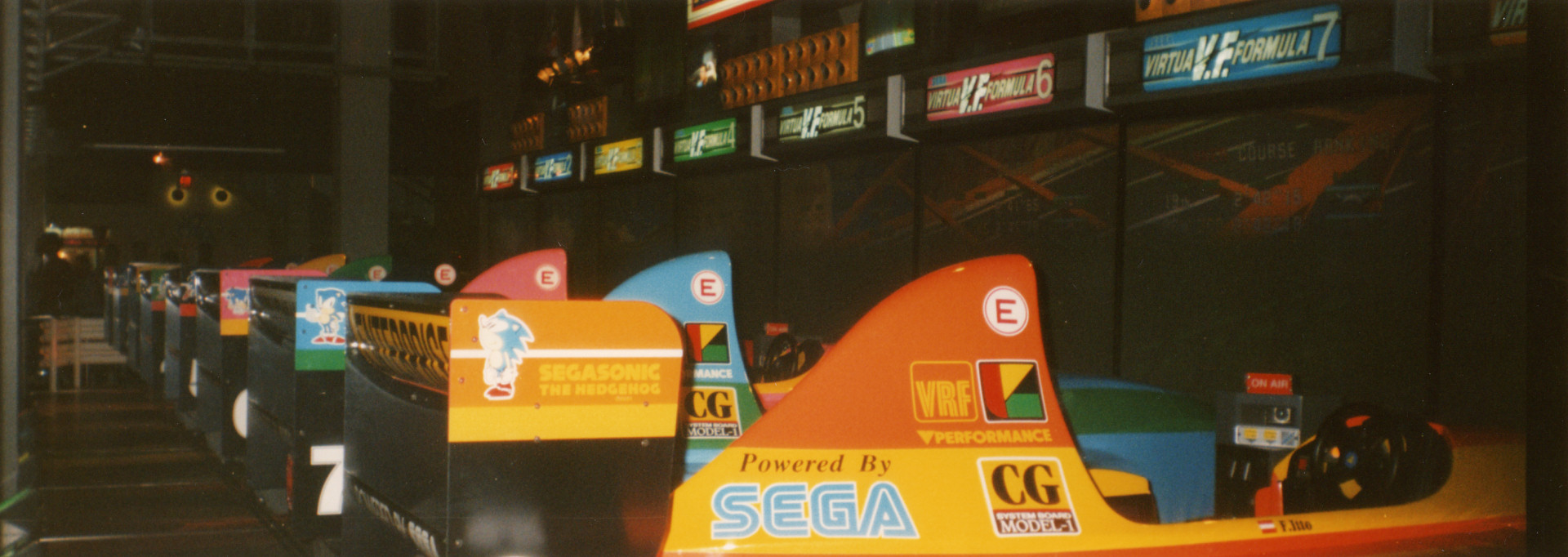
1993년 말에 촬영된 럭소 라스베이거스의 세가 버추어랜드 오락실에 배치된, 《버추어 레이싱》의 대형판 《버추어 포뮬러》

1990년대 초반 세가는 전세계적으로 아케이드 산업에서 성공을 이어갔다. 1992년과 1993년, 새로운 아케이드 기판 세가 모델 1를 기반으로 한 세가 AM2 개발 게임 《버추어 레이싱》과 《버추어 파이터》(최초의 3차원 격투 게임)가 등장했다. 이 기판은 기존보다 가격이 비쌌지만 3D 폴리곤 그래픽을 유행시키는 데 큰 역할을 했다. 이와 더불어 세가는 R360처럼 이 당시 복합 시뮬레이션 장비들을 제작해 타이토같은 경쟁 아케이드 개발사와 대등하게 겨룰 수 있는 기반을 마련했다. 영국의 데이스 레저처럼 전세계 각지에 있는 제조사 및 배급사들과 협력했기 때문에 일본 외 지역에 게임을 원활하게 수출할 수 있었다. 세가 국내 부서는 이 시기에 일본 전국에 세가 월드 오락실을 수백 채 개장하고, 롯폰기와 이케부쿠로 도심에 GiGO 시설을 개장했다. 1993년, 국내에서의 성공을 본보기삼아 해외에도 럭스 라스베이거스의 세가 버추어랜드같은 대형 오락시설을 건축했다. 1994년, 세가는 34억 6400만 달러(2020년 기준 환산액 60억 4800만 달러)의 수익을 기록했다.
1993년 무렵, 미국의 언론들은 세가 CD판 《나이트 트랩》, 미드웨이의 메가 드라이브판 《모탈 컴뱃》처럼 특정 비디오 게임들에 담긴 고연령 대상 내용들을 조명하기 시작했다. 이 사건은 당시 세가가 구축하고 있던 "성깔(attitude)있고 날카로운(edgy)" 이미지를 강화했다. 이에 대응해 세가는 미국 최초의 비디오 게임 등급심의제 비디오게임 레이팅 카운슬(VRC)를 자사 플랫폼 전체에 적용했다. 이 등급제에선 전연령에게 적합한 GA 등급, 좀더 높은 연령의 MA-13 등급, 성인만을 대상으로 하는 MA-17 등급으로 분류했다. 닌텐도 오브 아메리카의 부이사장 하워드 링컨은 1993년 미국 의회 청문회에서 이런 등급이 《나이트 트랩》에는 적용되지 않았음을 지적했다. 1994년 2월 조 리버먼 의원은 비디오 게임의 폭력에 대한 심의 시행을 검증하기 위해 청문회를 재차 열 것을 주장했다. 이런 청문회 후 세가는 VRC를 게임계 전체에 확대하기를 제안했다. 이런 세가의 운동은 닌텐도를 포함한 다수의 회사들의 반대에 부딪혔지만, 1994년 오락 소프트웨어 등급 위원회가 설립되는 데 결정적인 공헌을 했다.

### 1994–1998: 32X, 새턴, 콘솔 판매 하락세, 그리고 계속된 아케이드 사업 성공
세가는 메가 드라이브의 후속 기기 세가 새턴를 공개 2년 전부터 개발해 1994년 6월 도쿄 토이 쇼에서 공식적으로 공개했다. 전 세가 오브 아메리카 프로듀서 스콧 배이리스에 의하면, 나카야마는 1994년 출시된 아타리 재규어를 보고 새턴이 그 다음 해까지 발매되지 않는 점을 우려했다. 이런 이유로 나카야마는 1994년 말에 출시할 두 번째 콘솔을 제작할 것을 지시했다. 세가는 32비트 콘솔 시대를 대비해 메가 드라이브의 주변기기로 장착할 수 있어 낮은 가격을 장점으로 내세운 슈퍼 32X를 개발하기 시작했다. 32X는 새턴 게임과는 호환되지 않았다. 1994년 11월 21일, 세가는 32X를 북미 지역에 처음 발매했고, 일본에선 1994년 12월 3일, 유럽에선 1995년 1월에 발매했다. 32X의 가격은 세가 새턴 출시가의 절반이었다. 휴가철이 지나자 32X에 대한 수요는 급격히 감소했다.

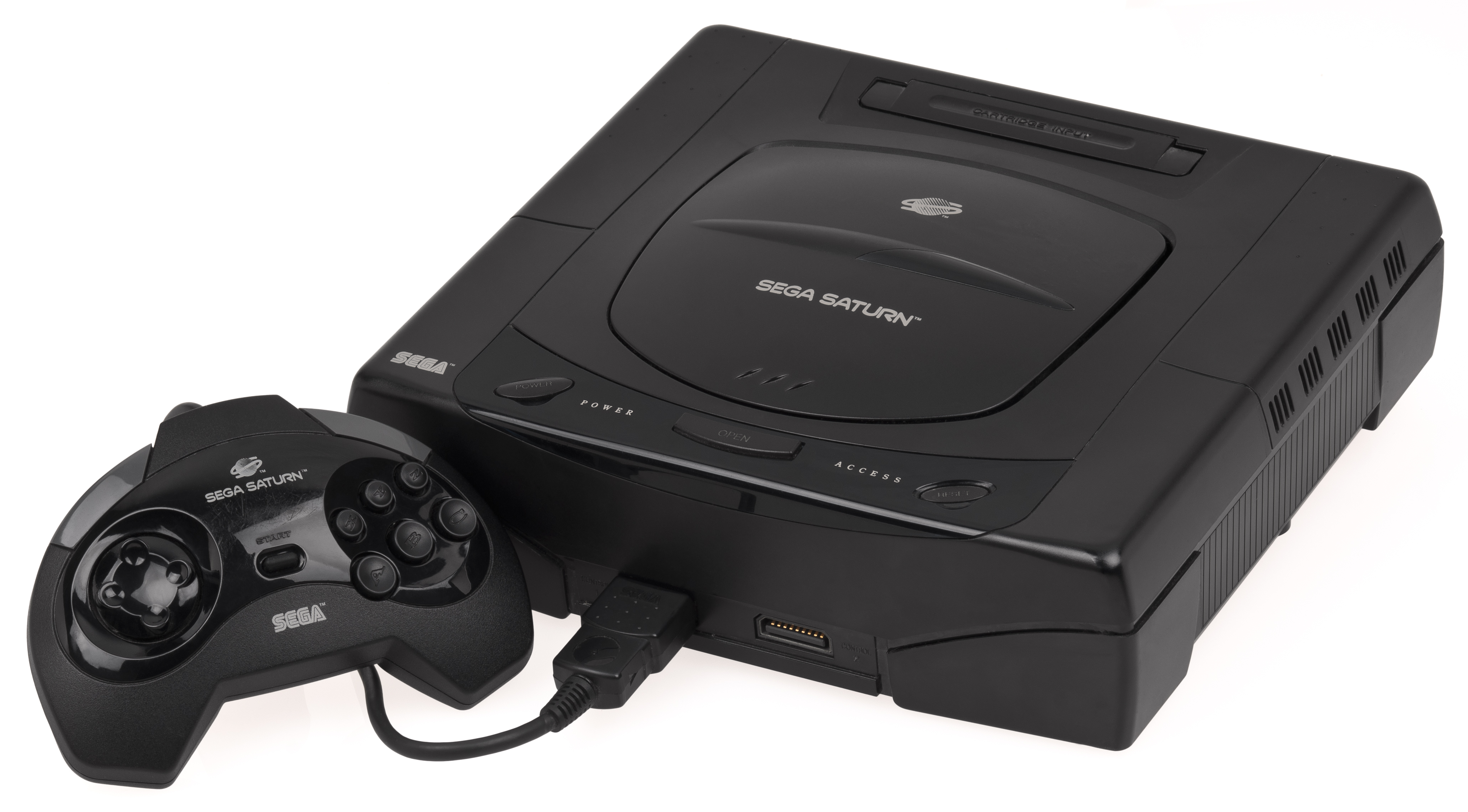
세가 새턴은 메가 드라이브가 일으킨 서양 시장에서의 돌풍을 재현하는 데 실패했다

세가는 일본에서 1994년 11월 22일 세가 새턴을 공식적으로 출시했다. 출시 당시 아케이드 게임의 이식판 《버추어 파이터》의 판매량이 새턴의 출하량과 거의 1:1만큼 기록하면서 일본에서의 초기 새턴 성공 돌풍을 일으키는 데 일조했다. 출하 당일날 세가 새턴은 20만 대가 판매됐으며 일본에선 당시 소니의 플레이스테이션보다 인기가 높았다. 1995년 3월, 세가 오브 아메리카 CEO 톰 칼린스키는 미국에서 1995년 9월 2일 "새턴날(Saturnday, 영어로 '토요일'과 유사한 것을 응용한 말장난)"에 세가 새턴을 출시하겠다고 표명했다. 세가 일본 본사는 플레이스테이션과의 경쟁에서 우위를 점하기 위해 이보다 빨리 발매하기를 요구했다. 1995년 5월 11일, 로스앤젤레스에서 처음 개최된 일렉트로닉 엔터테인먼트 엑스포(E3)에서 칼린스키는 소비자가격을 공지하며, 미국의 소매점 토이저러스, 배비지스, EB 게임스, 소프트웨어 엑세트라에 이미 새턴 3만 대를 보급했다고 밝혔다. 미국에서의 이런 급작스런 새턴 출시는 세가와의 사전 거래에 제외된 소매점들의 반발을 일으키는 부작용을 낳았다. KD 토이스는 이런 정책에 더 이상 세가 제품을 비치하지 않겠다는 결정을 내렸다. 유럽에서의 세가 새턴 출시 또한 이전에 공지한 북미 발매일 1995년 7월 8일보다 빨랐다.
1995년 9월 9일 플레이스테이션이 미국에서 출시됐는데, 발매 2일만에 플레이스테이션 판매량이 새턴 것을 초과했다. 플레이스테이션은 이후 출시 첫 해만에 미국 비디오 게임 시장의 20% 이상을 점유했다. 세가 새턴의 부진한 성적은 콘솔의 높은 가격, 갑작스런 출시, 폴리곤 그래픽 구현의 기술적 문제들이 그 요인으로 꼽혔다. 또한 세가는 당시 메가 드라이브의 계속되는 인기를 과소평가했는데, 1995년 기준으로 16비트 콘솔 시장은 전체 시장의 64%를 차지하고 있었다. 1995년 칼린스키는 수요에 맞춰 공급시 메가 드라이브는 30만 대만을 추가로 판매할 수 있을 것이라고 예측했지만, 그 해 세가는 미국 비디오 게임 시장의 달러 점유율 43%와 2백만 대 이상의 메가 드라이브 판매량을 기록했다.
1996년 7월, 세가는 칼린스키가 그 해 9월 30일에 세가를 떠나고 이리마지리 쇼이치로를 세가 오브 아메리카의 이사장겸 CEO로 임명한다고 발표했다. 전 혼다 이사 출신 이리마지리는 1993년 세가에 입사 후부터 세가 오브 아메리카에 관여한 인물이었다. 또한 세가는 로젠과 나카야마가 세가 오브 아메리카의 현직을 퇴임하고 세가 내에서 다른 직무를 맡게 됐다고 발표했다. 세가 오브 아메리카의 이사부사장직에는 소니 컴퓨터 엔터테인먼트 오브 아메리카의 이사였던 버니 스톨러를 임명했다. 스톨러는 제품 개발 및 제3개발사들과의 협력관계 유지를 직무로 맡게 됐다.
스톨러는 세가 새턴의 하드웨어상 결점을 이유로 들어 새턴을 지원하길 꺼려했다. 스톨러는 E3 1997에서 "새턴은 우리의 미래가 아니다"라는 발언을 했지만 새턴 게임들의 장점들을 홍보했으며, 이후 당시 상황에 대해 "우리는 소비자들에게 최대한 투명하게 설명하고자 했다"라고 회상했다. 스톨러는 소니 재직 당시 특정 일본 플레이스테이션 게임들이 북미에서 콘솔을 대변하기에는 부적절하다는 이유로 게임 현지화를 반대한 전적이 있었다. 그는 세가 새턴에 대해서도 비슷한 정책을 펼쳐 2D 아케이드 게임의 이식판이나 롤플레잉 게임들이 수출되는 것을 막았다. 스톨러는 이후 인터뷰에서 이런 자신의 과거 행보에 대한 설명을 회피했다. 그 외에 그가 세가에서 시행했던 정책으로 회사 목소리와 함께 나는 "세가!" 목소리를 없애는 등 세가의 날카로웠던 이미지 홍보를 다듬고, 교육업계를 위한 기자회견을 연 것이 있다.

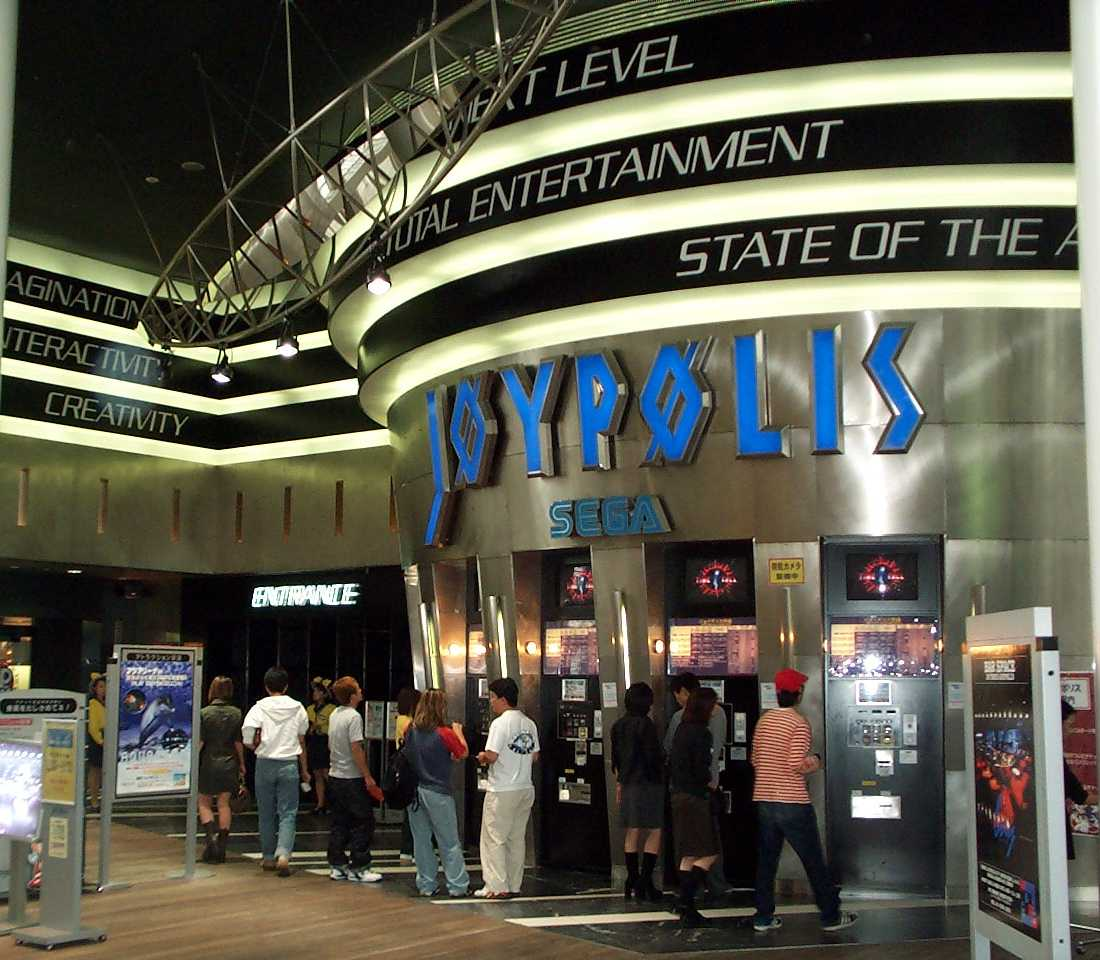
1999년 세가 실내 놀이시설, 도쿄 조이폴리스

세가는 제너럴 일렉트릭과의 협력으로 당시 아케이드 산업의 쟁점이었던 3D 기술을 전면 도입한 세가 모델 2 아케이드 기판을 개발했다. 이 기판을 활용해 1993년 말 시험가동 후 1994년 전세계로 출시한 《데이토나 USA》같은 아케이드 히트작이 탄생했다. 그 외 대표 인기작으로 《버추어 캅》, 《세가 랠리 챔피언십》, 《버추어 파이터 2》가 있었다. 《버추어 파이터》와 《버추어 파이터 2》는 《아웃런》의 기록마저 제치면서 세가 역사상 가장 많이 팔린 아케이드 게임이 됐다. 이 당시 3D 게임의 성장을 두고 남코와 세가 간에 기술적 군비 경쟁이 존재했다.
1994년부터 세가는 일본 각지에 실내 놀이시설 '어뮤즈먼트 테마파크(Amusement Theme Park)'를 건설하기 시작했다. 대표 건축물로 요코하마와 오다이바 등 도쿄 도심에 세운 조이폴리스가 있었다. 해외에도 2000년까지 100개 이상의 시설을 건설할 계획이 있었지만, 실제로 건축해 개장한 시설은 1996년 9월 세가월드 런던, 1997년 3월 세가 월드 시드니 두 곳 뿐이었다. 미국에서 테마파크 건설하는데 난관에 부딪히자, 세가는 대신 드림웍스 SKG와 유니버셜 스튜디오와 합작투자해 1997년 3월 도심 오락시설 체인 게임웍스를 열었다.
1995년, 세가는 아틀러스와 협력해 셀프카메라 사진을 인쇄하는 아케이드 포토스티커 기계 프리쿠라(프린트 클럽)을 제조했다. 아틀러스와 세가는 1995년 2월 프리쿠라를 오락실에 배치하는 것을 시작해, 이후 패스트푸드점, 기차역, 노래방, 볼링장 등 다른 여가시설로 사업을 확장했다. 프리쿠라는 동아시아의 유년층에게 인기를 끌어 현대 셀프카메라 문화의 기반을 다지는 데 기여했다. 1997년까지 프리쿠라 기계가 4만7천 대가 판매돼 그 해 250억 엔의 수익을 벌었다. 프리쿠라를 모방한 기기들이 속속 등장했지만 세가는 1997년 기준으로 시장의 절반을 점유했다.
세가는 1995년 설립한 자회사 세가소프트를 통해 세가 새턴과 PC 게임을 같이 제작하면서 컴퓨터 시장을 개척했다. 또한 세가는 데이터 이스트의 핀볼 부서를 인수하고 사명을 세가 핀볼(Sega Pinball)로 개명해, 1994년부터 1999년까지 아케이드 핀볼 시장에 발을 댔다.
1997년 1월, 세가는 일본의 장난감 제조사 반다이와의 합병 가능성을 공표했다. 이 계획에 따르면 10억 달러 어치의 주식스왑을 통해 세가가 반다이를 전면인수하면서 유한회사 세가 반다이(Sega Bandai, Ltd.)를 설립할 예정이었다. 원래 그 해 10월에 거래를 성사하려 했으나 5월 경 반다이 측의 중견 이사진의 강경한 반발로 인해 취소됐다. 반다이는 대신 세가와 사업상 협력관계를 맺는 것으로 타결했다. 1998년 1월, 세가의 재정 악화로 인해 나카야마가 세가 사장직을 사임하고 그 자리를 이리마지리가 대신했다. 나카야마의 사임은 세가의 1997년 실적 이외에 합병실패도 크게 작용했을 것이라는 추측이 있다. 스톨러는 세가 오브 아메리카의 CEO겸 사장이 됐다.
1996년 미국에서 닌텐도 64가 출시된 후, 서양에서 세가 새턴 및 새턴 게임의 판매량이 대폭 하락했다. 1997년 플레이스테이션 판매량이 새턴의 3배였으며, 유럽과 오스트레일리아에서는 1997년 3월까지 닌텐도 64가 발매하지 않았음에도 불구하고 새턴이 정착하는 데 실패했다. 수 년 연속 이익 감소를 겪은 세가는 1997년 3월 회계연도 말, 아케이드 수익 증가와 중반기에 닌텐도 판매 경쟁에서 앞선 것 덕에 다소 이익에 증가가 발생했다. 그러나 1998년 3월 회계연도 말에는 1988년 도쿄 증권거래소에 모회사와 기업체 상장 이후 처음으로 재정손실이 발생했다. 재정손실 고지 직전, 세가는 북미 지역에서 세가 새턴 지원을 중지하고 새턴 게임 출하수를 절감했으며, 대신 새턴의 후속기기 드림캐스트 발매에 집중하기 시작했다.
북미 시장에서 세가 새턴 지원을 중지하면서, 세가 아케이드 게임 외에 북미에서 가정용 세가 게임이 1년 이상 발매되지 않는 악현상이 발생했다. 유럽에선 새턴의 수명이 좀더 길었으며, 특히 일본 지역에선 닌텐도 64를 제치는 성적을 보였다. 그럼에도 불구하고 이리마지리는 일본 신문 〈일간 요미우리〉와의 대담에서 새턴 개발을 1998년 멈추고 1999년 중반까지만 게임을 생산하겠음을 확인했다. 제품 수명주기동안 판매량이 926만 대에 그친 세가 새턴은 상업적 실패로 기록됐다. 세가는 이후 세가 모델 3 아케이드 기판과 《버추어 파이터 3》같은 몇몇 작품들의 성공 외에 1990년 후반 내내 서양에서 아케이드 사업이 고역을 겪었다. 반면 아시아 지역에선 아케이드가 좀더 성공적이어서 1990년대 후반동안 매년 수익이 증가했지만, 이는 세가 가정용 소비자 사업의 심각한 수익저하를 메꾸기에는 역부족이었다.

### 1998–2001: 드림캐스트와 계속된 경영 악화

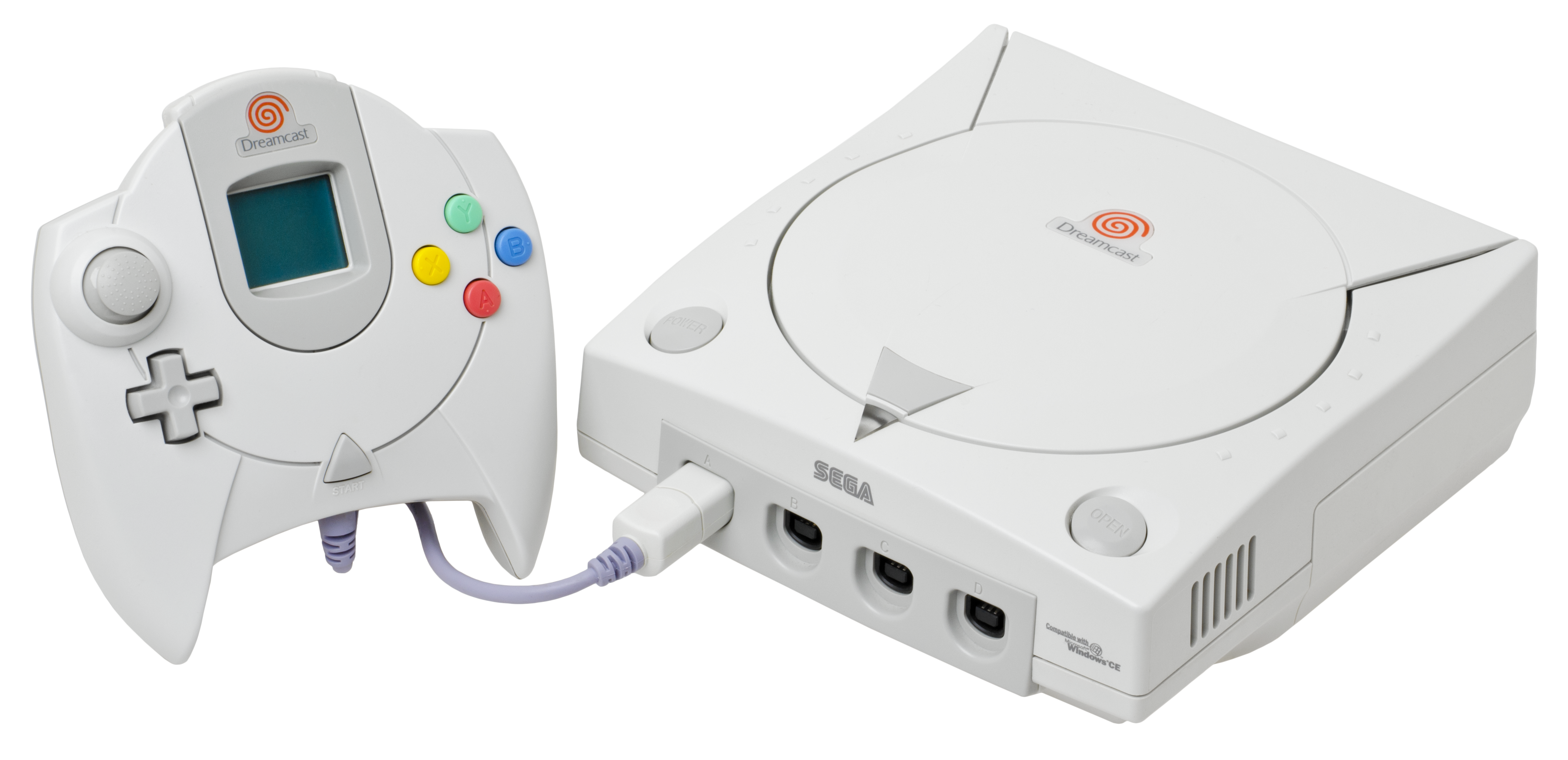
드림캐스트는 2001년을 끝으로 지원종료해 세가의 마지막 비디오 게임 콘솔이 됐다

일본에서의 드림캐스트 출시 직전 반기 이익이 75%가 감소했지만, 세가는 새 콘솔에 대한 희망이 있었다. 드림캐스트는 막대한 관심을 받고 예약주문이 폭증했다. 세가는 드림캐스트 동시발매 작품으로서 회사의 마스코트 소닉 더 헤지혹이 등장하는 《소닉 어드벤처》를 공개했다. 도쿄 국제 포럼에서 대규모 공개행사를 열어 대대적인 홍보를 강행했다. 제조과정 중 높은 불량 발생율로 인해 세가는 드림캐스트 일본 출시에 맞춰 충분한 콘솔 제품을 확보할 수 없었다. 예약주문량이 재고의 절반을 초과하자 세가는 일본에서 예약주문을 중단했다. 드림캐스트 출시 전, 세가는 세가 모델 3의 저가형 기기로서 세가 나오미 아케이드 기판을 공개했다. 나오미는 드림캐스트와 같은 기술을 바탕으로 하기 때문에 아케이드 게임이 완전하게 이식될 수 있었다.
드림캐스트는 일본서 1998년 11월 27일 출시됐다. 판매 개시 하루 만에 15만 대의 재고가 모두 소진됐다. 이리마지리는 추가 공급 확보시 20만 대에서 30만 대가량을 추가로 판매할 수 있을 것이라 예측했다. 그는 1992년 2월까지 드림캐스트의 판매량이 100만 대를 초과할 것이라 전망했지만 실제 판매량은 90만 대 이하였다. 드림캐스트의 저조한 판매량은 타 제조사의 콘솔들이 출시되기 전까지 충분한 설치 기반을 확보하려던 세가의 계획에 큰 장애를 안겼다. 1993년 3월 회계 연도 말 428억 8100만 엔의 연결총손실을 겪으면서, 세가는 구조조정으로 총 노동력 4분의 1에 해당하는 1천 명의 직원들을 해고할 것이라 발표했다. 드림캐스트를 서양에 출시하기 전, 세가는 판매를 촉진시키기위해 일본 판매가격을 제조가보다 낮은 9100엔으로 하향조정했다.
1999년 8월 11일, 세가 오브 아메리카는 스톨러가 경질됐다는 소문이 사실임을 밝혔다. 차기 사장이자 드림캐스트 북미 출시의 책임자로는 스톨러가 6개월 전 세가 오브 아메리카 이사로 고용했던 피터 무어가 임명됐다. 드림캐스트는 북미에서 1999년 9월 9일 18개의 게임과 함께 공식적으로 발매됐다. 콘솔 출시 24시간 만에 22만 5132대 이상의 기록적인 판매량으로 984만 달러의 수익을 창출하면서 무어는 이를 "오락소매 역사상 가장 대단한 24시간"이라 칭했다. 발매 2주 만에 미국의 드림캐스트 판매량은 50만 대를 돌파했다. 같은 해 11월 4일, 세가는 드림캐스트가 100만 대 이상 판매됐다고 발표했다. 성탄절 시점에서 세가는 미국 비디오 게임 시장의 수익 31%를 점유했다. 이런 상업적인 성공에도 불구하고, 세가의 한 제조시설에서 데이터가 GD-ROM에 잘못 기록하는 불량으로 인해 드림캐스트 성장세가 저해받았다. 유럽에서 드림캐스트는 1999년 10월 14일 발매됐다. 유럽에서 1999년 성탄절까지 드림캐스트가 50만 대 판매됐지만, 이후 기세가 꺾이면서 2000년 10월까지 유럽에서 판매된 드림캐스트는 100만 대에 불과했다.
드림캐스트는 출시가 대체적으로 성공적이었지만, 소니의 플레이스테이션은 1999년 말 기준으로 여전히 북미 전체 시장의 60%를 점유했다. 1999년 3월 2일, 언론 말을 빌려 "베이퍼웨어가 등장했듯이 매우 큰 반응을 일으킨" 한 발표에서 소니는 플레이스테이션 2를 공개했다. 같은 해, 닌텐도는 시장에 존재하는 모든 것을 뛰어넘는 차세대 기종을 내놓을 거라 발표했고, 마이크로소프트는 자체 콘솔 엑스박스의 개발에 착수했다. 세가가 한때 보인 성장세는 꺾이는 듯, 북미 드림캐스트 판매량은 1999년 말 150만 대를 기록했으나 2000년 1월부터 하락하기 시작했다. 일본의 저조한 판매량으로 인해 세가는 2000년 3월 회계연도 말 428억 8800만 엔의 연결총손실을 보았다. 이는 전해에 겪은 428억 8100만 엔 손실과 유사한 수치로, 세가는 3년 연속 총수익에서 손해를 겪은 셈이 됐다. 세가의 단기 판매량은 27.4% 증가해 북미와 유럽의 드림캐스트 판매량은 기대를 넘었다. 그러나 서양에서 드림캐스트를 출시하는 데 소모한 투자금과 일본에서의 낮은 소프트웨어 판매량으로 인해 손실을 봤다. 동시기, 낮은 수익률로 세가의 일본 오락실을 246개 폐장하는 등 아케이드 산업에서도 손해를 봤다.
무어는 2000년 말까지 북미 드림캐스트 판매량이 5백만 대를 넘어야 콘솔의 미래가 있을 것이라 발언했지만, 실제 판매량은 300만 대로 목표치에 도달하지 못했다. 더욱이 세가가 드림캐스트 판매량을 촉진하기 위해 내세운 낮은 소비자가격과 캐시백은 경영손실을 가속했다. 2001년 3월, 세가는 연결총손실이 517억 엔임을 고지했다. 2000년 10월 26일에 출시된 플레이스테이션 2는 초기에는 재고 부족으로 주춤했지만, 드림캐스트에 실망한 소비자 대부분은 PS2를 기다리거나 PS1를 구입했기 때문에 예측과는 달리 드림캐스트 판매에 큰 영향을 주지 않았다. 당시 소니와 닌텐도의 미국 비디오 게임 시장 점유율은 각각 50%, 30%였고 세가는 15%에 불과했다.

### 2001–2003: 서드파티 소프트웨어 개발로의 전환

세가의 연간 총수익 및 손실 추이

2000년 5월 22일, 이리마지리가 세가 사장 자리에서 내려오고 CSK 대표 오카와 이사오가 차기 사장으로 선정됐다. 오카와는 오래 전부터 세가가 콘솔 사업을 중단해야한다는 주장을 펼친 인물이었다. 다른 세가 임원들도 같은 의견이어서, 세가 공동창업자 데이비드 로젠은 "(회사의) 잠재력을 콘솔 사업에 제한받는 것 같았다"고 했고 스톨러는 퇴사 이전에 회사를 마이크로소프트에 매각하자는 제안을 한 바 있다. 2000년 9월 일본측 세가 임원 및 퍼스트 파티 게임 개발사 대표 회의가 열렸는데, 무어와 세가 오브 아메리카 이사 찰스 벨필드는 세가가 콘솔 사업을 접어야한다고 주장했다. 개발사 대표들은 이에 반발해 회의에서 퇴장했다. 2000년 11월 1일, 세가는 사명을 유한회사 세가에서 세가 코퍼레이션(Sega Corporation)으로 바꾼다고 발표했다. 세가는 성명문에서 이 변경이 차후 회사가 "네트워크 오락 사업"에 치중할 것임을 상징한다고 밝혔다.
2001년 1월 23일, 일본 신문 〈니혼케이자이 신문〉은 세가가 드림캐스트 생산을 중단하고 다른 플랫폼으로 소프트웨어를 개발할 것이라는 기사를 실었다. 일본 세가 본사는 처음에는 이를 부정했지만 이후 공식 성명문에서 새 정책에 따라 플레이스테이션 2과 게임보이 어드밴스로 소프트웨어 개발을 고려하고 있다고 밝혔다. 2001년 1월 31일, 세가는 3월 31일 이후 드림캐스트 지원을 중단하고 다중플랫폼 서드파티 개발사로 전환한하고 발표했다. 또한 세가는 2001년 4월 기준으로 약 93만 대에 달하는 미판매 드림캐스트 재고를 비우기 위해 영구적으로 콘솔 가격을 인하할 것임을 발표했다. 해당 발표 이후에도 재고 처리를 위해 여러 차례 인하를 강행했다. 마지막으로 생산된 최후의 드림캐스트는 겉표면에 세가의 퍼스트파티 개발사 대표 9명 전원, 개발사 비주얼 컨셉츠와 오디오 스튜디오 웨이브 마스터 대표들이 사인했으며, 이 제품은 〈게임프로〉가 개최한 한 추첨에서 55개의 퍼스트파티 드림캐스트 게임과 함께 경품으로 제공됐다.
2001년 3월 16일, 세가에게 1999년 5백만 달러의 융자를 제공한 오카와가 사망했다. 별세 직전에 오카와는 세가에게 빌린 채무를 면제하고 6억 9500만 달러에 달하는 세가 및 CSK 주식을 반납해 세가가 서드파티 전환에 성공할 수 있도록 도왔다. 그는 이전에 마이크로소프트 엑스박스 부서와 거래 혹은 합병에 대해 거론한 바 있다. 전 마이크로소프트 이사 요아킴 켐팽에 따르면, 마이크로소프트 창업자 빌 게이츠는 "세가가 소니를 막을 수 있는 힘이 충분치 않다고 생각한다"라는 이유로 세가 인수를 거절했다고 한다. 이후 마이크로소프트와의 협력으로 세가가 새 엑스박스 콘솔로 11개의 게임을 개발한다고 발표했다. 2001년 회사 구조조정으로 세가 도쿄측 노동력 3분의 1가량이 해고됐다. 2002년에 이르러서 세가는 5년 연속으로 회계연도 총손실을 경험하게 됐다. 오카와의 사망 이후, 세가 콘솔에 30년 동안 관여한 베테랑 사토 히데키가 사장으로 선출됐다. 2002년 낮은 수익을 바탕으로 세가는 2003년 수익 전망치를 90%가량 줄였으며 합병 회사를 물색했다. 2003년, 세가는 파칭코 및 파치슬롯 제조사 사미 코퍼레이션과 비디오 게임 회사 남코와의 협상을 시작했다. 사미 사장 사토미 하지메는 이전에 오카와 이사오 아래서 일한 경험이 있고 한번은 세가 CEO로 추천받은 인연이 있는 인물이었다. 2003년 2월 13일, 세가는 사미와 합병할 것이라고 공식적으로 발표했다. 하지만 다른 거래 상대 남코는 4월 17일까지 세가와의 협상을 시도하며 해당 합병을 저지하려 했다. 세가가 남코의 제안을 고려한다는 소식에 사미측 이사진은 분개했다. 세가가 사미와의 합병 계획을 취소한 다음날, 남코는 거래를 중단했다. 2003년 5월, 사토와 COO 카마야 테츠 모두 사임했으며, 사토를 대신할 인물로 세가 개발사 히트메이커의 대표 오구치 히사오가 임명됐다. 세가 오브 아메리카 사장 무어는 일본 본사와의 회의에서 《그랜드 테프트 오토 III》같은 고연령 대상 게임 제작 제안이 거절받고 산업 유행에 따라가기를 거부하는 본사의 모습에 질려 이미 2003년 1월 퇴사한 상태였다. 2003년 10월, 세가 오브 아메리카의 COO 및 사장으로 아지텍와 ASCII에서 일했던 이리에 히데아키가 임명됐다.

### 2003–2015: 사미의 공개매수와 사업 확장

세가 사미 홀딩스(사진은 현재 로고)는 2004년 파칭코 및 파치슬롯 제조사 사미 코퍼레이션이 세가를 매입하면서 설립됐다

2003년 8월, 사미는 CSK로부터 세가 주식의 22.4%를 매입해 세가의 최대주주가 됐다. 같은 해, 사토미 하지메는 세가가 앞으로 손해가 많은 가정용 소프트웨어 개발 대신 수익성이 높은 아케이드 산업에 집중할 것이라고 발언했다. 2004년, 세가와 사미를 자회사로 둔 엔터테인먼트 기업체 세가 사미 홀딩스가 탄생했으며, 세가와 사미는 이사진은 합병하고 사업은 독립적으로 운영하는 경영구조를 설립했다. 세가 사미 연간 보고 첫 호에 의하면 양사 모두 어려움을 겪는 이유로 합병하는 길을 선택했다고 한다. 사토미의 발언에 의하면 세가가 약 10년 동안 연속으로 손실을 겪고 있었으며 사미 또한 파치슬롯과 파칭코 기계에 지나치게 의존하는 경향을 지양하고 사업을 다양화할 방도를 모색하고 있었다고 한다. 사미는 남아있는 세가 주식을 사들이며 완전한 공개매수를 마쳤다. 해당 주식스왑 거래에서 세가의 부가가치는 14.5억에서 18억 달러 사이였다. 세가 사미 홀딩스는 네 가지 부서로 크게 나뉘었는데, 소비자 사업부 (비디오 게임), 어뮤즈먼트 기계사업 (아케이드 게임), 어뮤즈먼트 센터 사업 (세가 테마파크 및 오락실), 파치슬롯과 파칭코 사업 (사미의 파칭코 사업)이었다.
1990년대 말부터 국제적으로 아케이드 산업이 하락세를 겪자, 세가는 일본 시장에 발맞춰 새로운 사업 아이템들을 개시했다. 《더비 오너즈 클럽》은 데이터를 저장할 수 있는 메모리 카드로 작동하는 아케이드 기계로, 한번에 30분 정도 플레이할 때마다 500엔를 지불하는 방식이었다. 시카고에서 《더비 오너즈 클럽》을 시험가동한 결과 92%의 리플레이율을 보이며 가장 인기있는 상품이었다는 조사 결과가 나타났다. 1999년 일본에서 최대 8명을 지원하는 판이 출시됐지만, 북미에서는 기계 크기 문제로 2003년 최대 4명을 지원하는 판이 대신 출시됐다. 서양 시장에선 기계값이 지나치게 비싸다는 의견으로 지역마다 인기도가 불균형했다. 일본 아케이드 시장에선 주고객층이 두터웠지만 서양측 아케이드에선 좀더 가벼운 게임을 지향하는 분위기가 자리잡았기 때문에, 세가의 아케이드 게임 배급을 담당하는 지역 부서 세가 어뮤즈먼트 유럽(Sega Amusements Europe)에선 서양의 취향에 맞는 게임을 개발하기로 결정했다.
세가는 이 당시 디지털 트레이딩 카드 게임를 시장에 도입해, 전연령층 대상 게임 《월드 컵 챔피언 풋볼》이나 저연령층 대상 게임 《숲 속의 전설 무시킹》같은 작품들을 출시했다. 또한 세가는 2001년 《버추어 파이터 4》를 시작으로 아케이드 상의 온라인 연결기능을 도입했으며, 2004년에는 이를 발전시켜 아케이드 게임 전용 네트워크 시스템 ALL.Net을 출시했다. 2005년, 비방디 유니버셜과 공동소유하던 오락실 체인 게임웍스를 단독소유하게 됐다. 2011년에 세가는 게임웍스를 매각했다. 2009년, 두바이에 실내 놀이시설 세가 리퍼블릭이 개장됐다. 세가는 이 시기 자사 소유 오락실들을 줄여 그 수가 2005년 450채에서 2015년 200채로 감소했다. 하지만 그럼에도 불구하도 세가가 아케이드 사업에서 벌어들인 수익은 2014년 회계연도까지 세가의 콘솔, 모바일 및 PC 게임 수익 총합를 압도했다.
서양 시장에서 성장을 도모하기 위해 2005년 세가는 세가 오브 아메리카와 세가 유럽을 이끌 새 경영진을 소개했다. 세가 오브 아메리카의 COO 및 사장으로 사이먼 제프리가 임명됐으며 세가 유럽의 COO 및 사장으로 마이크 헤이즈가 임명됐다. 2009년 사이먼 제프리가 퇴사하자, 마이크 헤이즈는 세가 오브 아메리카와 세가 유럽을 아우르는 기업체 세가 웨스트(Sega West)의 사장이 됐다. 마이크 헤이즈는 세가의 소프트웨어 전략을 재구성해, PC 플랫폼에 《토탈 워》나 《풋볼 매니저》같은 프랜차이즈로 시장을 공략하고 《마리오와 소닉》 올림픽 게임 제작을 돕는 등 세가를 성공으로 이끈 인물로 지목받았다.
가정용 및 휴대용 게임기 산업에서 세가는 일본 시장을 겨냥한 《용과 같이》와 《하츠네 미쿠 -Project DIVA-》같은 게임 시리즈로 성공을 누렸다. 2010년부터는 하츠네 미쿠 홀로그래피 콘서트를 위해 3D 이미징을 제작하기 시작했다. 세가는 또한 소규모 일본 게임 개발자들의 배급과 서양 게임의 일본 현지화에도 힘을 기울였다. 2013년, 세가 사미는 파산을 선언한 인덱스 코퍼레이션를 인수했다. 매입 후 세가는 인덱스에 기업 분사를 도입했다. 이를 통해 인덱스의 게임 자산은 세가의 자회사 브랜드 아틀러스로 독립했다.
2008년, 세가는 아이튠즈 스토어에 《슈퍼 몽키 볼》 모바일판을 발매하면서 세가 첫 번째 모바일 앱을 출시해 처음 모바일 시장에 발을 들였다. 2010년대에 국제적으로 패키지 게임 산업이 하락세에 접어들자, 2012년 7월 1일 세가는 유럽과 오스트레일리아에 위치한 5개의 사무실을 구조조정해 폐쇄했다. 이는 PC와 모바일 기기를 위한 디지털 게임 시장에 집중하기 위해 내린 결정이었다. 이 당시 디지털 플랫폼으로 강세를 보인 세가 게임은 《판타지 스타 온라인 2》와 《체인 크로니클》이 있다. 2012년, 세가는 또한 모바일 개발을 위한 게임사들을 인수해 자회사로 두기 시작했는데, 이 때 매입한 회사로 하드라이트, 쓰리 링스 디자인, 데미우르고스 스튜디오스가 있다. 2015년 5월, 운영불량에 대한 우려로 오래된 모바일 게임들 19개의 판매를 중단했다.
회사의 효율적인 운영을 위해 세가는 2010년대동안 각 사업들을 위한 전담부서들을 신설했다. 2012년, 세가는 모바일 게임을 관리하는 자회사 세가 네트웍스(Sega Networks)를 설립됐다. 같은 해, 세가의 오락시설 사업을 위한 세가 엔터테인먼트(Sega Entertainment)가 설립됐다. 2015년 1월, 세가 오브 아메리카는 본사를 샌프란시스코에서 아틀러스 USA가 있는 캘리포니아주 어바인으로 이사한다고 발표했으며 그 해 말 이사가 완료됐다. 2005년부터 2015년까지 세가의 영업이익은 매년마다 수익이 나는 것은 아니었지만 과거 겪은 재정난과 비교했을 때 대체적으로 개선됐다.
| 사업연도      | 2005   | 2006   | 2007   | 2008   | 2009   | 2010   | 2011  | 2012    | 2013  | 2014   | 2015   |
| ------------- | ------ | ------ | ------ | ------ | ------ | ------ | ----- | ------- | ----- | ------ | ------ |
| 오락기계 매상 | 74.23  | 121.76 | 116.82 | 71.52  | 68.90  | 70.94  | 73.17 | 74.15   | 19.02 | −12.64 | −23.56 |
| 오락시설 운영 | 54.72  | 92.44  | 132    | −98.07 | −75.20 | −13.38 | 3.42  | 3.55    | 11.94 | 0.60   | −9.46  |
| 소비자 사업   | −88.09 | 92.44  | 17.48  | −59.89 | −9.41  | 63.32  | 19.69 | −151.82 | −7.32 | 20.89  | 40.33  |

### 2015–현재: 신 구조조정
2015년 4월, 세가 코퍼레이션은 세가 그룹(Sega Group)으로 재편성돼 세가 사미 홀딩스가 소유한 세 개의 그룹들 중 하나가 됐으며, 네 개의 사업부를 거느린 유한회사 세가 홀딩스(Sega Holdings Co., Ltd.)가 설립됐다. 같은 달, 사토미 하지메의 아들 사토미 하루키가 새 CEO 및 사장으로 임명됐다. 세가 코퍼레이션의 법적 사명은 유한회사 세가 게임스(Sega Games Co., Ltd.)로 계속해서 가정용 비디오 게임 사업을 관리하게 됐으며, 새로 설립된 유한회사 세가 인터랙티브(Sega Interactive Co., Ltd.)는 아케이드 사업부를 관리하게 됐다. 세가 네트웍스는 2015년 세가 게임스와 합병했다. 2016년 9월 도쿄 게임쇼에서 세가는 테크노소프트가 소유한 모든 지적자산 및 소유 게임 개발권리을 획득했다고 발표했다. 2017년 1월부터 세가의 테마파크 산업의 주식 85.1%를 차이너 애니메이션즈 캐릭터(China Animations Character Co.)가 소유하게 됐으며, 이 거래를 통해 세가 라이브 크리에이션은 CA 세가 조이폴리스로 개명했다.

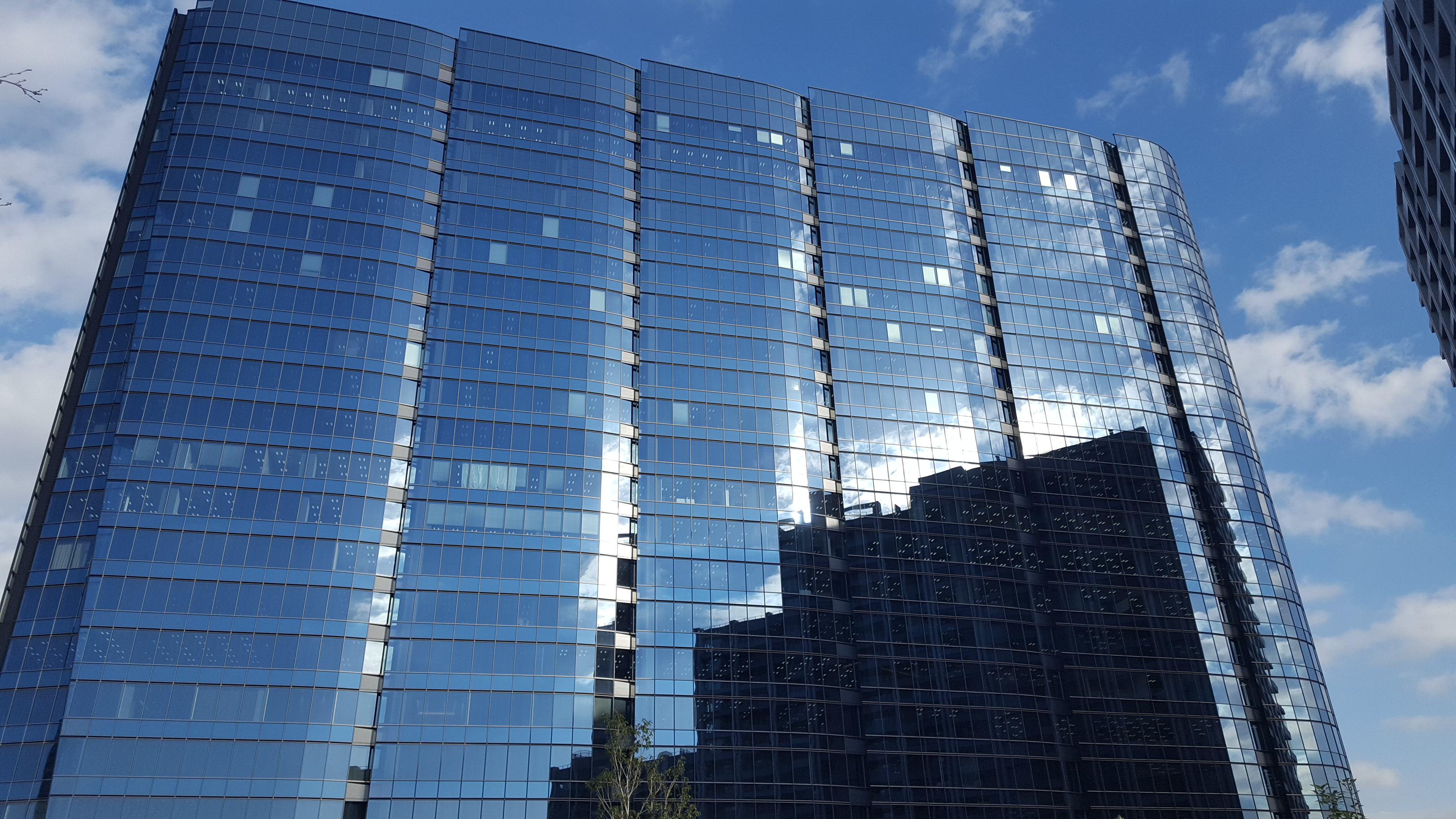
일본 도쿄 신주쿠구의 세가 본사

2017년 4월, 세가 사미 홀딩스는 본사 및 일본 수도권의 국내 자회사 사무소들을 시나가와구로 2018년 1월까지 이동하겠다고 발표했다. 이는 뿔뿔히 흩여진 각지 사업부들(세가 사미 홀딩스, 사미 코퍼레이션, 세가 홀딩스, 세가 게임스, 아틀러스, 사미 네트웤, 다츠라이브)의 통합력을 강화하기 위함이었다. 세가 본사가 이전에 있던 오타구의 건물을 2019년 매각돼 앞으로 철거될 가능성이 높다.
2017년 6월, 크리스 버그스트레서가 조르겐 포스트를 이어 세가 유럽의 사장 및 COO를 맡았다. 2018년 6월, 전 록스타 게임스 및 테이크투 인러택티브 출신 개리 데일이 크리스 버그스트레서를 대신에 세가 유럽의 사장 COO를 맡게 됐다. 2018년 8월, 전 THQ 및 어클레임 엔터테인먼트 이사 이안 커런이 존 쳉에 이어 세가 오브 아메리카 사장 및 COO를 맡았다. 2018년 10월, 세가는 《용과 같이 6: 생명의 시》와 《페르소나 5》같은 게임들의 서양측 매상이 양호하다고 보고하며 아틀러스 USA의 현지화 작업을 그 원인으로 지목했다.
2018년 회계연도에 세가는 PC 게임 사업에서 콘솔 게임 이식판 매상이 35%이 증가했지만, 《판타지 스타 온라인 2》와 기타 모바일 게임들 같은 디지털 게임 시장의 부진으로 수익이 70% 감소했다. 이에 세가는 디지털 게임에 대해선 기존의 지적자산에 투자하고 해외 시장의 패키지 게임 등의 성장을 목표로 삼을 것이라 발표했다. 세가는 손실의 원인을 시장조사 오류와 지나치게 많은 게임 개발로 봤다. 2019년 9월에 메가 드라이브 미니를 발매했으며, 그 외 《용과 같이》 신작과 영화 《수퍼 소닉》 제작에 돌입했다. 2019년 5월, 세가는 《투 포인트 호스피털》 제작사 투 포인트 스튜디오스를 인수했다.
2020년 4월 1일, 세가 인터랙티브는 세가 게임스와 합병했다. 세가의 사명은 '세가 코퍼레이션'으로 변경했으며 유한회사 세가 홀딩스는 '세가 그룹 코퍼레이션'으로 변경했다. 회사 성명문에서 이는 연구개발 유동성을 향상시키기 위해서 한 조치라고 밝혔다. 같은 달, 세가는 데미우르고스 스튜디오를 회사 창업자 알버트 리드에게 매각했다. 데미우르고스측은 세가 자회사 시기에 개발한 모바일 게임들을 계속 지원하겠다고 안내했다.
2020년 6월, 회사 브랜드 60주년 기념으로 세가는 마이크로콘솔 게임기어 마이크로을 2020년 10월 6일에 발매예정이라 발표했다. 또한 세가는 일본의 아케이드 기계가 폐장 이후 밤중에 남는 전력을 이용해 클라우드 게임 앱을 구동하는 '포그 게이밍' 플랫폼을 발표했다. 2020년 후반기에 들어서 세가는 코로나19 범유행으로 인해 세가 엔터테인먼트 부서의 아케이드 사업가 악재를 겪으면서 전반기에 번 수익 대부분이 손실됐다. 같은 해 11월, 세가 사미는 아케이드 사업부의 주식 85.1%을 겐다에 매각했으나 세가 브랜드와 세가가 제작한 아케이드 기계는 계속 유지했다. 이 거래에 아케이드 게임 개발은 영향받지 않았다.
2020년에 겪은 오락시설 손실과는 대조적으로 세가의 가정용 콘솔 작품들은 매상과 평가 모두 호의적이었다. 메타크리틱은 세가를 2020년 최고의 배급사로 선정했다. 그 해 출시된 28개 게임 중 95%가 '좋은 평가(평점 75% 이상)'를 받았으며 그 중 《페르소나 5 로열》과 《용과 같이 0: 맹세의 장소》은 '굉장한 평가(평점 90% 이상)'을 받았다. 세가 2020년 평균 메타크리틱 점수는 81.6%였다.

## 기업 구조
세가의 본사는 일본 도쿄 신주쿠주에 위치해있다. 그 외에 나라별로 지사를 두고 있는데, 미국 지사 세가 오브 아메리카(Sega of America)는 캘리포니아주 어바인, 유럽 지사 세가 유럽(Sega Europe)은 런던, 한국 지사 세가 퍼블리싱 코리아(Sega Publishing Korea)는 서울에 위치한다. 그 외에 싱가포르, 홍콩, 상하이, 테이페이에도 지사가 존재한다. 세가의 지사가 없는 지역에선 현지 기업가 협력해 배급을 하는데, 브라질에서는 테크토이가 세가의 게임 및 콘솔들을 판매한 바 있다.
세가 역사에서 본사와 지사 간의 관계에 다소 굴곡이 있었다. 1990년대 당시 세가의 사장 나카야마와 그의 미국 지사에 대한 정책에 서로 모순되는 일화들이 있다. 당시 세가 오브 아메리카 사장 톰 칼린스키는 당시 상황에 대해 "(일본 세가 본사의) 이사진 중에선 나카야마가 미국 쪽 이사들을 선호하는 듯한 모습에 달가워 하지 않았다. 당시 일본의 이사진 다수가 살짝 질투를 느꼈던 것 같고, 그런 이유에서 아마 (갈등이) 생긴 것 같다."라고 발언했다. 반면에 작가 스티븐 L. 켄트는 나카야마가 미국 이사진들을 괴롭히면서 항상 일본 본사가 최고의 결정을 내린다고 믿었다고 말했다. 켄트는 또한 미국 지사의 CEO들 칼린스키, 스톨러, 무어는 일본 본사쪽 임원과의 회의를 두려워했다고 덧붙였다.

### 세가 그룹의 자회사

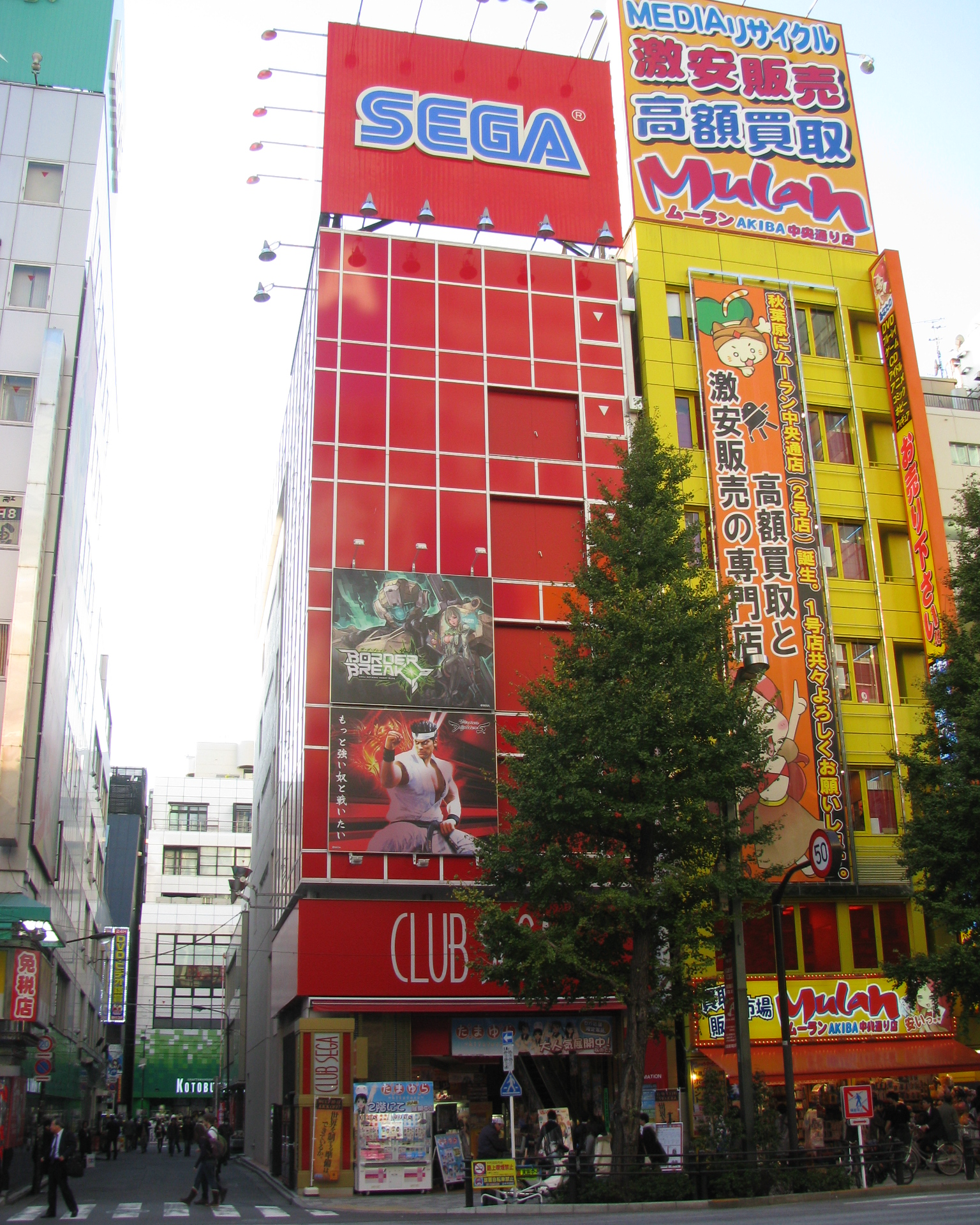
도쿄 아키하바라의 클럽 세가 게임 센터

2015년 세가 그룹이 결성되고 세가 홀딩스(현 세가 그룹 코퍼레이션)이 설립되면서, 이전에 존속했던 세가 코퍼레이션은 '세가 게임스(Sega Games Co., Ltd.)'로 개명됐다. 기업체 개편 후 세가 게임스는 가정용 비디오 게임 시장 및 소비자 공략을 주력으로 삼고, 세가 인터랙티브(Sega Interactive Co., Ltd.)는 세가의 아케이드 게임 산업을 담당하게 됐다. 2020년에는 두 기업이 합사하면서 세가 코퍼레이션(Sega Corporation)이 됐다. 세가 코퍼레이션에는 스마트폰 전용 게임 개발을 전담하는 세가 네트워크스(Sega Networks)도 포함됐다. 현재까지 운영하는 세가 코퍼레이션은 주요 비디오 게임 콘솔 및 아케이드 캐비넷 시장으로 게임을 개발 및 배급하는 기업으로, 자체 콘솔을 제작하는 계획은 없다. 해당 사항에 대해 전 세가 유럽 CEO 마이크 로건은 다음과 같은 발언을 했다. "하드웨드 판매에는 미래가 없다. 어떤 시장에서든 경쟁을 거치면 하드웨어는 제1차상품(commodity)이 된다. 기업이 하드웨어를 판매하려면 하드웨어의 희생을 감내해서라도 레버리지 소프트웨어가 돼야 한다."
세가 내에서 장난감을 제작하는 자회사로 세가 토이스가 있다. 세가 토이스가 관여한 프랜차이즈로 《숲 속의 전설 무시킹》, 《리루프릿》, 《슈팅 바쿠간》, 《숲의 요정 페어리루》, 《공룡킹 어드벤처》, 《히어로 뱅크》, 《주얼펫》과 《오샤레 마녀 러브 앤드 베리》가 있다. 서양으로 수출한 제품으로 가정용 천체투영관 홈스타와 로봇 개 아이독이 있다. 홈스타는 일본의 발명가 및 기업가 오히라 타카유키가 개발한 제품으로, 2005년 처음 출시돼 이후 개선 제품이 여러 차례 출시됐다. 가장 최신 제품 플럭스(Flux)는 2019년 출시됐다. 또한 세가 토이스는 휴대용 제품 세가 피코을 위한 피코 소프트웨어를 제작하기도 했다.

### 소프트웨어 연구 및 개발
게임 배급사로서 세가는 자사의 연구 및 개발부서를 통해 게임을 제작한다. 세가의 소닉 팀 부서에서 운영하는 《소닉 더 헤지혹》 프랜차이즈는 비디오 게임 역사상 세계 판매량 최상위를 기록하는 프랜차이즈이다. 또한 세가는 서드파티 개발사들을 인수하기도 하는데, 세가 산하의 게임 개발 회사로 앰플리튜드 스튜디오스, 아틀러스, 크리에이티브 어셈블리, 하드라이트, 이그나이티드 아티스츠, 플레이 하트, 렐릭 엔터테인먼트, 스포츠 인터랙티브, 투 포인트 스튜디오스가 있다.

## 발매된 게임기
- SC-3000
  - SG-1000, SG-1000 II
- 세가 마크 III
  - 세가 마스터 시스템
    - 세가 마스터 시스템 II
- 메가 드라이브
  - 테라 드라이브
  - 메가 CD
  - 슈퍼 32X
  - 노매드
- 세가 새턴
- 드림캐스트
- 게임 기어
- 키즈 컴퓨터 피코
- SC-5000
- AI 컴퓨터
- 세가 피코 비나

## 같이 보기
- 세가의 비디오 게임 프랜차이즈 목록
- 닌텐도
- 세가타 산시로
- 알라딘 게임

### 내용주
1. ↑  일본어: 日本娯楽物産株式会社
2. ↑  영어: Sega Enterprises, Ltd.
3. ↑  일본어: 日本機械製造株式会社
4. ↑  일본어: 株式会社セガ・エンタープライゼズ, 영어: Sega Enterprises, Ltd

### 참조주
1. ↑  “認定事業再編計画の内容の公表” (PDF). 2015년 4월 1일. 2016년 5월 29일에 원본 문서 (PDF)에서 보존된 문서.
2. ↑  Smith, Alexander (2019). 《They Create Worlds: The Story of the People and Companies That Shaped the Video Game Industry, Vol. I: 1971–1982》. CRC Press. 105쪽. ISBN 978-0-429-75261-2.
3. 1 2 3 4 5 6 7 8 9  Fahs, Travis (2009년 4월 21일). “IGN Presents the History of SEGA”. 《IGN》. 2012년 8월 24일에 원본 문서에서 보존된 문서. 2015년 7월 29일에 확인함.
4. ↑  Plunkett, Luke (April  4, 2011). “Meet the four Americans who built Sega”. 《Kotaku》. July 26, 2015에 원본 문서에서 보존된 문서. August  1, 2015에 확인함.
5. ↑  Sánchez-Crespo Dalmau, Daniel (2004). 《Core Techniques and Algorithms in Game Programming》. New Riders. 3쪽. ISBN 978-0-13-102009-2. 2015년 11월 23일에 원본 문서에서 보존된 문서. 2015년 8월 2일에 확인함.
6. 1 2  Horowitz 2018, pp. 253–257
7. ↑  Kent, Steven L. (2001). 《The Ultimate History of Video Games: The Story Behind the Craze that Touched our Lives and Changed the World》. Prima Publishing. 331쪽. ISBN 978-0-7615-3643-7.
8. 1 2  Horowitz, Ken (2018). 《The Sega Arcade Revolution, A History in 62 Games》. McFarland & Company. 3–6쪽. ISBN 978-1-4766-3196-7.
9. ↑  “Sammy Corporation and SEGA Corporation Announce Business Combination: SEGA SAMMY HOLDINGS INC.”. 《Business Wire》. 2004년 5월 19일. 2016년 4월 26일에 원본 문서에서 보존된 문서. 2016년 4월 12일에 확인함.
10. ↑  “Sega and Utamatic Purchase Assets of Service Games”. 《Billboard》. 72권 34호. 1960년 9월 5일. 71쪽.
11. ↑  “Service Games Inc. Bought By Sega and Uta Matic”. 《Cashbox》. 21권 51호. 1960년 9월 3일. 52쪽.
12. ↑  Horowitz 2018, p. 7
13. 1 2 3 4  《Sega Arcade History》 (일본어). Enterbrain. 2002. 20–23쪽. ISBN 978-4-7577-0790-0.
14. ↑  Smith, Alexander (2019년 11월 19일). 《They Create Worlds: The Story of the People and Companies That Shaped the Video Game Industry, Vol. I: 1971-1982》. CRC Press. 119–20, 188–91쪽. ISBN 978-0-429-75261-2.
15. 1 2  Horowitz 2018, pp. 14–16
16. ↑  Horowitz 2018, pp. 21–23
17. 1 2 3  Pollack, Andrew (July  4, 1993). “Sega Takes Aim at Disney's World”. 《The New York Times》. 3–1면. May 26, 2015에 원본 문서에서 보존된 문서. May  7, 2015에 확인함.
18. ↑  Brandt, Richard; Gross, Neil (1994년 2월 20일). “Sega!”. 《Businessweek》. 2013년 12월 3일에 원본 문서에서 보존된 문서. 2013년 10월 10일에 확인함.
19. ↑  Horowitz 2018, pp. 24–26
20. ↑  Horowitz 2018, p. 36
21. ↑  Horowitz 2018, p. 48
22. ↑  Pollack, Andrew (1982년 10월 24일). “What's New In Video Games; Taking the Zing Out of the Arcade Boom”. 《The New York Times》. 2013년 12월 19일에 원본 문서에서 보존된 문서. 2013년 11월 27일에 확인함.
23. ↑  “The Bottom Line”. 《Miami Herald》. 1983년 8월 27일. 5D면. 2013년 11월 10일에 원본 문서에서 보존된 문서. 2013년 10월 10일에 확인함 – NewsBank(구독 필요) 경유.
24. ↑  Horowitz 2018, p. 64
25. ↑  Battelle, John (December 1993). “The Next Level: Sega's Plans for World Domination”. 《Wired》. 2012년 5월 2일에 원본 문서에서 보존된 문서. 2013년 10월 9일에 확인함.
26. 1 2 3  Marley, Scott (December 2016). “SG-1000”. 《Retro Gamer》. 163호. 56–61쪽.
27. ↑  Kohler, Chris (2009년 10월 2일). “Playing the SG-1000, Sega's First Game Machine”. 《Wired》. 2014년 1월 1일에 원본 문서에서 보존된 문서. 2009년 10월 5일에 확인함.
28. ↑  Plunkett, Luke (2017년 1월 19일). “The Story of Sega's First Console, Which Was Not The Master System”. 《Kotaku》. 2017년 3월 6일에 원본 문서에서 보존된 문서. 2017년 3월 3일에 확인함.
29. ↑  Marley, Scott (December 2016). “The Rare Jewels from Taiwan ...”. 《Retro Gamer》. 163호. 61쪽.
30. ↑  “Rosen Departs Sega”. 《Cashbox》. 45권 24호. 1983년 11월 12일. 32쪽.
31. ↑  “G&W Wins Cheers $1 Billion Spinoff Set”. 《Miami Herald》. Associated Press. 1983년 8월 16일. 6D면. 2013년 11월 10일에 원본 문서에서 보존된 문서. 2013년 10월 10일에 확인함 – NewsBank(구독 필요) 경유.
32. 1 2 3  McFerran, Damien (December 2007). “Retroinspection: Master System”. 《Retro Gamer》. 44호. 48–53쪽.
33. ↑  Plunkett, Luke (2012년 2월 27일). “The Story of Sega's First Ever Home Console”. 《Kotaku》. 2014년 9월 15일에 원본 문서에서 보존된 문서. 2014년 9월 14일에 확인함.
34. ↑  “Bruce Lowry: The Man That Sold the NES”. 《Game Informer》. 12권 110호. June 2002. 102–103쪽.
35. ↑  Parkin, Simon (2014년 6월 2일). “A history of video game hardware: Sega Master System”. 《Edge》. 2014년 6월 5일에 원본 문서에서 보존된 문서. 2014년 9월 13일에 확인함.
36. ↑  “Mark III” (일본어). Sega. 2014년 7월 16일에 원본 문서에서 보존된 문서. 2014년 3월 31일에 확인함.
37. 1 2  Horowitz, Ken (2016). 《Playing at the Next Level: A History of American Sega Games》. McFarland & Company. 6–15쪽. ISBN 978-1-4766-2557-7.
38. ↑  Williams, Mike (November 21, 2013). “Next Gen Graphics, Part 1: NES, Master System, Genesis, and Super NES”. 《USgamer》. May 22, 2015에 원본 문서에서 보존된 문서. May  7, 2015에 확인함.
39. ↑  Matheny, Dave (1991년 10월 15일). “16-Bit Hits – New video games offer better graphics, action”. 《Minneapolis Star Tribune》. 01E면. 2013년 11월 10일에 원본 문서에서 보존된 문서. 2014년 4월 7일에 확인함 – NewsBank(구독 필요) 경유.
40. ↑  “Company News; Nintendo Suit by Atari Is Dismissed”. 《The New York Times》. Associated Press. 1992년 5월 16일. 1–40면. 2014년 10월 23일에 원본 문서에서 보존된 문서. 2014년 9월 19일에 확인함.
41. ↑  “Sega Consoles: Active installed base estimates”. 《Screen Digest》. March 1995. 60–61쪽.
42. ↑  Smith, Ernie (2015년 7월 27일). “Brazil Is An Alternate Video Game Universe Where Sega Beat Nintendo”. 《Atlas Obscura》. 2017년 6월 21일에 원본 문서에서 보존된 문서. 2017년 12월 11일에 확인함.
43. ↑  Azevedo, Théo (2016년 5월 12일). “Console em produção há mais tempo, Master System já vendeu 8 mi no Brasil”. 《Universo Online》 (포르투갈어). 2016년 5월 14일에 원본 문서에서 보존된 문서. 2016년 5월 13일에 확인함.
44. ↑  Horowitz 2018, pp. 76–77
45. ↑  Horowitz 2018, pp. 85–89
46. 1 2  “Sega Sammy Holdings Annual Report 2005” (PDF). Sega Sammy Holdings. 2005년 9월 5일. 2016년 3월 4일에 원본 문서 (PDF)에서 보존된 문서. 2016년 11월 16일에 확인함.
47. ↑  Thorpe, Nick (June 2016). “The History of OutRun”. 《Retro Gamer》. 156호. 20–29쪽.
48. ↑  Horowitz 2018, p. 141
49. 1 2 3 4  Szczepaniak, John (August 2006). “Retroinspection: Mega Drive”. 《Retro Gamer》. 27호. 42–47쪽. 2015년 9월 24일에 원본 문서에서 보존된 문서  – Sega-16 경유.
50. 1 2 3  McFerran, Damien (2012년 2월 22일). “The Rise and Fall of Sega Enterprises”. 《Eurogamer》. 2014년 2월 16일에 원본 문서에서 보존된 문서. 2013년 10월 5일에 확인함.
51. ↑  Kent 2001, p. 447
52. 1 2  Kent 2001, p. 405
53. ↑  “Data Stream”. 《Edge》. 5호. February 1994. 16쪽.
54. ↑  Horowitz, Ken (April 28, 2006). “Interview: Michael Katz”. 《Sega-16》. May  9, 2015에 원본 문서에서 보존된 문서. May  7, 2015에 확인함.
55. ↑  Kent 2001, pp. 406–408
56. 1 2 3  Kent 2001, pp. 424–431
57. ↑  Plunkett, Luke (2011년 4월 6일). “Remembering Sega's Exiled Mascot”. 《Kotaku》. 2019년 2월 25일에 원본 문서에서 보존된 문서. 2019년 2월 24일에 확인함.
58. ↑  Harris, Blake (2014). 《Console Wars: Sega, Nintendo, and the Battle that Defined a Generation》. HarperCollins. 386쪽. ISBN 978-0-06-227669-8.
59. ↑  Smith, Jamin (2011년 6월 23일). “Sonic the Hedgehog celebrates his 20th birthday”. 《VideoGamer》. 2015년 11월 17일에 원본 문서에서 보존된 문서. 2015년 11월 17일에 확인함.
60. ↑  “Sonic's Architect: GI Interviews Hirokazu Yasuhara”. 《Game Informer》. 13권 124호. August 2003. 114–116쪽.
61. ↑  “Sonic Boom: The Success Story of Sonic the Hedgehog”. 《Retro Gamer—The Mega Drive Book》. 2013. 31쪽.
62. ↑  Sheffield, Brandon (2009년 12월 4일). “Out of the Blue: Naoto Ohshima Speaks”. 《Gamasutra》. 2015년 7월 16일에 원본 문서에서 보존된 문서. 2012년 2월 15일에 확인함.
63. ↑  Ashcraft, Brian (2009년 12월 7일). “Sonic's Shoes Inspired by Michael Jackson”. 《Kotaku》. 2015년 10월 30일에 원본 문서에서 보존된 문서. 2009년 12월 13일에 확인함.
64. ↑  “This Month in Gaming History”. 《Game Informer》. 12권 105호. January 2002. 117쪽.
65. ↑  Kent 2001, pp. 496–497
66. ↑  Kent 2001, pp. 496–497
67. ↑  Gross, Neil (1994년 2월 20일). “Nintendo's Yamauchi: No More Playing Around”. 《Businessweek》. 2012년 11월 19일에 원본 문서에서 보존된 문서. 2013년 12월 4일에 확인함.
68. ↑  Dillon, Roberto (2016). 《The Golden Age of Video Games: The Birth of a Multibillion Dollar Industry》. CRC Press. 125쪽. ISBN 978-1-4398-7324-3.
69. ↑  “Game-System Sales”. 《Newsweek》. 1996년 1월 14일. 2013년 12월 13일에 원본 문서에서 보존된 문서. 2013년 12월 4일에 확인함.
70. ↑  “Sega tops holiday, yearly sales projections; Sega Saturn installed base reaches 1.6 million in U.S., 7 million worldwide”. 《Business Wire》. 1997년 1월 13일. 2013년 4월 11일에 원본 문서에서 보존된 문서. 2013년 10월 13일에 확인함.
71. ↑  “Sega farms out Genesis”. CBS. 1998년 3월 2일. 2012년 7월 9일에 원본 문서에서 보존된 문서. 2020년 5월 17일에 확인함.
72. ↑  Buchanan, Levi (2008년 10월 9일). “Remember Game Gear?”. 《IGN》. 2018년 6월 23일에 원본 문서에서 보존된 문서. 2009년 3월 29일에 확인함.
73. 1 2  Birch, Aaron (September 2005). “Next Level Gaming: Sega Mega-CD”. 《Retro Gamer》. 17호. 36–42쪽.
74. 1 2  Kent 2001, pp. 449–461
75. ↑  “Behind the Screens at Sega of Japan”. 《Electronic Gaming Monthly》. 3권 29호. December 1991. 115, 122쪽.
76. ↑  Feit, Daniel (2012년 9월 5일). “How Virtua Fighter Saved PlayStation's Bacon”. 《Wired》. 2014년 10월 14일에 원본 문서에서 보존된 문서. 2014년 10월 9일에 확인함.
77. ↑  Thomason, Steve (July 2006). “The Man Behind the Legend”. 《Nintendo Power》. 19권 205호. 72쪽.
78. ↑  Leone, Matt (2010). “The Essential 50 Part 35: Virtua Fighter”. 《1Up.com》. 2012년 7월 19일에 원본 문서에서 보존된 문서. 2016년 12월 10일에 확인함.
79. ↑  Donovan, Tristan (2010). 《Replay: The History of Video Games》. Yellow Ant. 267쪽. ISBN 978-0-9565072-0-4.
80. ↑  “Entertainment's Rotating Obsession”. 《The Stinger Report》. 2021년 5월 3일. 2021년 7월 20일에 원본 문서에서 보존된 문서. 2021년 7월 20일에 확인함.
81. ↑  “Bob Deith of UK Deith Leisure Passes Away”. 《Highway Games》. 2015년 3월 12일. 2021년 9월 21일에 원본 문서에서 보존된 문서. 2021년 7월 20일에 확인함.
82. ↑  Sega Enterprises (2021년 3월 3일). “Sega En-Joint” (PDF). Sega Retro.
83. ↑  “『むかしセガ・エンタープライゼスという会社があった』(3)” ["Once upon a time there was a company called Sega Enterprises." (3)] (일본어). 2020년 4월 26일. 2021년 6월 3일에 확인함.
84. ↑  “Sega USA Partners with Circus Circus to launch the first VirtuaLand at Luxor Las Vegas”. 《Bloomberg》. 1993년 8월 16일. 2021년 7월 20일에 원본 문서에서 보존된 문서. 2021년 7월 20일에 확인함.
85. ↑  “Sega VirtuaLand planned for Las Vegas”. 《Tech Monitor》. 1993년 8월 16일. 2021년 7월 20일에 원본 문서에서 보존된 문서. 2021년 7월 20일에 확인함.
86. 1 2 3 4  “Sega Enterprises Annual Report 1998” (PDF). Sega. 2004년 5월 4일에 원본 문서 (PDF)에서 보존된 문서. 2014년 12월 7일에 확인함.
87. ↑  “Television Violence”. 《Hansard》. 1993년 12월 16일. 2013년 12월 3일에 원본 문서에서 보존된 문서. 2013년 11월 29일에 확인함.
88. 1 2  Kent 2001, p. 461–480
89. ↑  “EGM Interviews SEGA SATURN Product Manager HIDEKI OKAMURA”. 《EGM2》. 1권 1호. July 1994. 114쪽.
90. 1 2  McFerran, Damien (June 2010). “Retroinspection: Sega 32X”. 《Retro Gamer》. 77호. 44–49쪽.
91. ↑  Kent 2001, 494쪽.
92. ↑  Buchanan, Levi (2008년 10월 24일). “32X Follies”. 《IGN》. 2016년 4월 17일에 원본 문서에서 보존된 문서. 2013년 5월 25일에 확인함.
93. ↑  “Super 32X” (일본어). Sega. 2014년 7월 16일에 원본 문서에서 보존된 문서. 2014년 2월 23일에 확인함.
94. ↑  Beuscher, David. “Sega Genesis 32X – Overview”. 《AllGame》. 2014년 12월 10일에 원본 문서에서 보존된 문서. 2014년 12월 13일에 확인함.
95. ↑  “Sega Saturn” (일본어). Sega. 2014년 7월 16일에 원본 문서에서 보존된 문서. 2014년 3월 3일에 확인함.
96. ↑  Kent 2001, 501–502쪽.
97. ↑  “Virtua Fighter Review”. 《Edge》. 1994년 12월 22일. 2014년 12월 10일에 원본 문서에서 보존된 문서. 2015년 3월 5일에 확인함.
98. 1 2 3  “Sega and Sony Sell the Dream”. 《Edge》. 3권 17호. February 1995. 6–9쪽.
99. 1 2  Harris 2014, 536쪽.
100. ↑  Kent 2001, 502쪽.
101. 1 2 3  Kent 2001, 516쪽.
102. ↑  “Let the games begin: Sega Saturn hits retail shelves across the nation Sept. 2; Japanese sales already put Sega on top of the charts.”. 《Business Wire》. 1995년 3월 9일. 2014년 10월 25일에 원본 문서에서 보존된 문서. 2014년 12월 24일에 확인함.
103. ↑  McFerran, Damien (February 2007). “Retroinspection: Sega Saturn”. 《Retro Gamer》. 34호. 44–49쪽.
104. ↑  “History of the PlayStation”. 《IGN》. 1998년 8월 27일. 2012년 2월 18일에 원본 문서에서 보존된 문서. 2014년 11월 16일에 확인함.
105. 1 2  Finn, Mark (2002). 〈Console Games in the Age of Convergence〉.   Mäyrä, Frans. 《Computer Games and Digital Cultures: Conference Proceedings: Proceedings of the Computer Games and Digital Cultures Conference, June 6–8, 2002, Tampere, Finland》. Tampere University Press. 45–58쪽. ISBN 978-951-44-5371-7.
106. ↑  Thorpe, Nick (November 2014). “20 Years: Sega Saturn”. 《Retro Gamer》. 134호. 20–29쪽.
107. ↑  Kent 2001, 531쪽.
108. ↑  Gallagher, Scott; Park, Seung Ho (February 2002). “Innovation and Competition in Standard-Based Industries: A Historical Analysis of the U.S. Home Video Game Market”. 《IEEE Transactions on Engineering Management》 49 (1): 67–82. doi:10.1109/17.985749.
109. ↑  “Sega captures dollar share of videogame market again; diverse product strategy yields market growth; Sega charts path for 1996.”. 《Business Wire》. 1996년 1월 10일. 2014년 5월 2일에 원본 문서에서 보존된 문서. 2014년 12월 24일에 확인함.
110. 1 2 3 4  “Sega of America appoints Shoichiro Irimajiri chairman/chief executive officer”. 《M2PressWIRE》. 1996년 7월 16일. 2014년 10월 18일에 원본 문서에서 보존된 문서. 2014년 12월 24일에 확인함 – M2(구독 필요) 경유.
111. 1 2  “Kalinske Out – WORLD EXCLUSIVE”. 《Next Generation》. 1996년 7월 16일. 1996년 12월 20일에 원본 문서에서 보존된 문서. 2014년 5월 6일에 확인함.
112. 1 2 3  Strom, Stephanie (1998년 3월 14일). “Sega Enterprises Pulls Its Saturn Video Console From the U.S. Market”. 《The New York Times》. D-2면. 2013년 4월 30일에 원본 문서에서 보존된 문서. 2014년 12월 7일에 확인함.
113. 1 2  Kent 2001, 559쪽.
114. ↑  “Irimajiri Settles In At Sega”. 《Next Generation》. 1996년 7월 25일. 1996년 12월 20일에 원본 문서에서 보존된 문서. 2014년 5월 6일에 확인함.
115. ↑  Kent 2001, 535쪽.
116. ↑  “NEWSFLASH: Sega Planning Drastic Management Reshuffle – World Exclusive”. 《Next Generation》. 1996년 7월 13일. 1996년 12월 20일에 원본 문서에서 보존된 문서. 2014년 5월 6일에 확인함.
117. 1 2 3 4 5  Kent 2001, 558쪽.
118. ↑  Kent 2001, 506쪽.
119. ↑  Johnston, Chris (2009년 9월 8일). “Stolar Talks Dreamcast”. 《GameSpot》. 2017년 7월 10일에 원본 문서에서 보존된 문서. 2014년 12월 17일에 확인함.
120. ↑  Kent 2001, 533쪽.
121. ↑  Horowitz 2018, pp. 198–210
122. ↑  Famitsu DC (2002년 2월 15일). 《Interview: Akira Nagai — SEGA REPRESENTATIVE》 (PDF). 《セガ・アーケード・ヒストリー (Sega Arcade History)》. Famitsu Books (일본어) (Enterbrain). 20–23쪽. ISBN 9784757707900. 2020년 8월 20일에 원본 문서 (PDF)에서 보존된 문서. 2020년 8월 15일에 확인함. (Translation by Shmuplations. 보관됨 7 8월 2020 - 웨이백 머신).
123. ↑  Thorpe, Nick (March 2014). “The 90s: The Decade of Rivalries”. 《Retro Gamer》. 127호. 32–5쪽.
124. ↑  Sega Enterprises (2021년 3월 26일). “Amusement Theme Park” (PDF). Sega Retro.
125. ↑  Kevin Williams. “The Virtual Arena – Blast From The Past: The VR-1”. VR Focus. 2021년 12월 8일에 원본 문서에서 보존된 문서. 2022년 1월 20일에 확인함.
126. ↑  “Sega creates alternate reality”. 《Edge》. 32호. May 1996. 10쪽.
127. ↑  “The History of Sega”. Sega Amusements. August 28, 2018에 원본 문서에서 보존된 문서. August 27, 2018에 확인함.
128. ↑  “Tokyo Game Show Report from Japan”. 《Next Generation》. 30호 (Imagine Media). June 1997. 17쪽.
129. ↑  “History of SEGA SAMMY Group/SEGA before Business Integration｜SEGA SAMMY Group｜SEGA SAMMY HOLDINGS”. Segasammy.co.jp. 2016년 12월 20일에 원본 문서에서 보존된 문서. 2016년 12월 11일에 확인함.
130. 1 2  Pan, Lu (2015). 《Aestheticizing Public Space: Street Visual Politics in East Asian Cities》. Intellect Books. 107쪽. ISBN 9781783204533.
131. 1 2  Miller, Laura (2018). 〈10. Purikura: Expressive Energy in Female Self-Photography〉. 《Introducing Japanese Popular Culture》. Routledge. ISBN 9781317528937.
132. ↑  Edwards, Elizabeth F.; Hart, Janice (2004). 《Photographs Objects Histories: On the Materiality of Images》. Psychology Press. ISBN 9780415254410.
133. ↑  Hunt, Joshua (2018년 11월 23일). “How 'playing Puri' paved the way for Snapchat”. BBC. 2021년 10월 11일에 확인함.
134. ↑  “Sega's Bold Leap to PC”. 《Electronic Gaming Monthly》. 78호. January 1996. 22쪽.
135. ↑  “Trailing Sony, Sega Restructures”. 《GamePro》. 79호. February 1996. 16쪽.
136. ↑  Rossignoli, Marco (2011). 《The Complete Pinball Book: Collecting the Game and Its History》. Schiffer Publishing, Limited. 110쪽. ISBN 978-0-7643-3785-7.
137. ↑  Plunkett, Luke (2011년 8월 9일). “When Sega Wanted to Take Over the World (and Failed Miserably)”. 《Kotaku》. 2018년 11월 23일에 원본 문서에서 보존된 문서. 2019년 1월 16일에 확인함.
138. ↑  Pollack, Andrew (1997년 1월 24일). “Sega to Acquire Bandai, Creating Toy-Video Giant”. 《The New York Times》. 2019년 1월 17일에 원본 문서에서 보존된 문서. 2019년 1월 16일에 확인함.
139. ↑  “Bandai Calls Off Planned Merger with Sega”. 《Wired》. 1997년 5월 28일. 2019년 1월 16일에 확인함.
140. ↑  “Sega President Leaving?”. 《GameSpot》. 2000년 4월 28일. 2019년 1월 17일에 원본 문서에서 보존된 문서. 2019년 1월 16일에 확인함.
141. ↑  Feldman, Curt (2000년 4월 28일). “Katana Strategy Still on Back Burner”. 《GameSpot》. 2017년 7월 5일에 원본 문서에서 보존된 문서. 2014년 12월 9일에 확인함.
142. ↑  “Sega News From Japan”. 《GameSpot》. 2000년 4월 28일. 2017년 7월 5일에 원본 문서에서 보존된 문서. 2014년 12월 7일에 확인함.
143. 1 2 3  Fahs, Travis (2010년 9월 9일). “IGN Presents the History of Dreamcast”. 《IGN》. 2014년 9월 28일에 원본 문서에서 보존된 문서. 2014년 12월 24일에 확인함.
144. ↑  “The 'Q'”. 《Electronic Gaming Monthly》. 114호. January 1999. 56쪽.
145. ↑  Ernkvist, Mirko (2012). 〈Console Hardware: The Development of Nintendo Wii〉.   Zackariasson, Peter; Wilson, Timothy L. 《The Video Game Industry: Formation, Present State, and Future》. Routledge. 158쪽. ISBN 978-1-138-80383-1.
146. ↑  Lefton, Terry (1998). “Looking for a Sonic Boom”. 《Brandweek》. 9권 39호. 26–29쪽.
147. ↑  Horowitz 2018, pp. 211–212
148. 1 2 3 4 5  McFerran, Damien (May 2008). “Retroinspection: Dreamcast”. 《Retro Gamer》. 50호. 66–72쪽. 2016년 3월 4일에 원본 문서에서 보존된 문서. 2020년 5월 17일에 확인함 – NintendoLife 경유.
149. ↑  Ohbuchi, Yutaka (2000년 4월 28일). “Sonic Onboard Dreamcast”. 《GameSpot》. 2017년 7월 5일에 원본 문서에서 보존된 문서. 2014년 12월 9일에 확인함.
150. ↑  “International News: Sonic Rocks Tokyo”. 《Electronic Gaming Monthly》. 10권 112호. November 1998. 50쪽.
151. ↑  “News: Sonic's Back!”. 《Sega Saturn Magazine》. 4권 36호. October 1998. 6–8쪽.
152. ↑  〈Sega Dreamcast〉. 《Game Makers》. 제 302회. 2008년 8월 20일. G4. 2008년 11월 21일에 원본 문서에서 보존된 문서. 2020년 5월 14일에 확인함.
153. 1 2 3  Kent 2001, 563쪽.
154. ↑  Ohbuchi, Yutaka (2000년 4월 28일). “How Naomi Got Its Groove On”. 《GameSpot》. 2017년 12월 24일에 원본 문서에서 보존된 문서. 2014년 12월 9일에 확인함.
155. ↑  Hagiwara, Shiro; Oliver, Ian (November–December 1999). “Sega Dreamcast: Creating a Unified Entertainment World”. 《IEEE Micro》 19 (6): 29–35. doi:10.1109/40.809375.
156. 1 2 3 4 5  “Sega Corporation Annual Report 2000” (PDF). Sega. 2007년 9월 25일에 원본 문서 (PDF)에서 보존된 문서. 2014년 12월 9일에 확인함.
157. ↑  King, Sharon R. (1999년 7월 12일). “TECHNOLOGY; Sega Is Giving New Product Special Push”. 《The New York Times》. C-4면. 2014년 12월 25일에 원본 문서에서 보존된 문서. 2014년 12월 24일에 확인함.
158. 1 2  Kennedy, Sam (2009년 9월 8일). “A Post-Bernie Sega Speaks”. 《GameSpot》. 2017년 7월 5일에 원본 문서에서 보존된 문서. 2014년 12월 17일에 확인함.
159. 1 2 3 4  Perry, Douglass (2009년 9월 9일). “The Rise And Fall Of The Dreamcast”. 《Gamasutra》. 2014년 10월 27일에 원본 문서에서 보존된 문서. 2014년 10월 29일에 확인함.
160. ↑  Kent 2001, 564–565쪽.
161. ↑  “Dreamcast: In the USA”. 《Next Generation》. 2권 9호. September 2000. 6–9쪽.
162. ↑  “News Bytes”. 《Next Generation》. 1권 3호. November 1999. 14쪽.
163. ↑  Kent 2001, 564쪽.
164. 1 2  Parish, Jeremy (2009년 9월 3일). “9.9.99, A Dreamcast Memorial”. 《1Up.com》. 2014년 2월 1일에 원본 문서에서 보존된 문서. 2016년 12월 10일에 확인함.
165. ↑  Gantayat, Anoop (2008년 9월 9일). “IGN Classics: Dreamcast Launch Guide”. 《IGN》. 2014년 10월 30일에 원본 문서에서 보존된 문서. 2014년 10월 29일에 확인함.
166. ↑  Kato, Matthew (2013년 10월 30일). “Which Game Console Had The Best Launch Lineup?”. 《Game Informer》. 4쪽. 2014년 12월 30일에 원본 문서에서 보존된 문서. 2014년 11월 5일에 확인함.
167. 1 2 3  “Dreamcast beats PlayStation record”. 《BBC News》. 1999년 11월 24일. 2013년 10월 16일에 원본 문서에서 보존된 문서. 2014년 10월 29일에 확인함.
168. 1 2 3  Edwards, Cliff (2000년 12월 18일). “Sega vs. Sony: Pow! Biff! Whack!”. 《BusinessWeek》. 2019년 6월 21일에 원본 문서에서 보존된 문서. 2019년 6월 21일에 확인함 – Bloomberg News(구독 필요) 경유.
169. ↑  “Defective Dreamcast GD-ROMs”. 《GameSpot》. 2000년 4월 27일. 2015년 4월 1일에 원본 문서에서 보존된 문서. 2014년 12월 9일에 확인함.
170. ↑  Bye, John (2000년 10월 17일). “Dreamcast – thanks a million”. 《Eurogamer》. 2014년 10월 22일에 원본 문서에서 보존된 문서. 2014년 10월 16일에 확인함.
171. ↑  Croal, N'Gai (2000년 3월 6일). “The Art of the Game: The Power of the PlayStation Is Challenging Designers to Match Its Capabilities-And Forcing Sony's Competitors to Rethink Their Strategies”. 《Newsweek》. 2014년 10월 31일에 원본 문서에서 보존된 문서. 2014년 10월 30일에 확인함.
172. ↑  Kent 2001, 560–561쪽.
173. ↑  Parkin, Simon (2014년 6월 25일). “A history of videogame hardware: Sony PlayStation 2”. 《Edge》. 2014년 11월 29일에 원본 문서에서 보존된 문서. 2015년 3월 5일에 확인함.
174. ↑  Kent 2001, 563, 574쪽.
175. ↑  DeMaria, Rusel; Wilson, Johnny L. (2004). 《High Score!: The Illustrated History of Electronic Games》. McGraw-Hill/Osborne. 313쪽. ISBN 978-0-07-223172-4.
176. ↑  Parkin, Simon (2014년 6월 27일). “A history of videogame hardware: Xbox”. 《Edge》. 2014년 11월 21일에 원본 문서에서 보존된 문서. 2015년 3월 5일에 확인함.
177. ↑  Davis, Jim (2002년 1월 2일). “Sega's sales fly despite business woes”. 《CNET》. 2014년 10월 31일에 원본 문서에서 보존된 문서. 2014년 10월 30일에 확인함.
178. ↑  Kent 2001, 566쪽.
179. ↑  Kent 2001, 582쪽.
180. ↑  Kent 2001, 581, 588쪽.
181. ↑  “Dreamcast may be discontinued, Sega says”. 《USA Today》. Associated Press. 2001년 1월 24일. 2014년 12월 25일에 원본 문서에서 보존된 문서. 2014년 12월 9일에 확인함.
182. ↑  “Sega Corporation Annual Report 2001” (PDF). Sega. August 2001. 22쪽. 2015년 9월 24일에 원본 문서 (PDF)에서 보존된 문서. 2014년 12월 9일에 확인함.
183. ↑  Becker, David (2002년 3월 2일). “Old PlayStation tops holiday game console sales”. 《CNET》. 2014년 10월 31일에 원본 문서에서 보존된 문서. 2014년 10월 30일에 확인함.
184. ↑  Kent 2001, 585–588쪽.
185. ↑  “Sega Corporation Annual Report 2002” (PDF). Sega. November 30, 2018에 원본 문서 (PDF)에서 보존된 문서. November 29, 2018에 확인함.
186. ↑  “Sega Corporation Annual Report 2004” (PDF). Sega. 2, 16쪽. 2009년 12월 25일에 원본 문서 (PDF)에서 보존된 문서. 2010년 3월 12일에 확인함.
187. ↑  Kent 2001, 581–582쪽.
188. ↑  Kent 2001, 577, 582쪽.
189. ↑  Kent, Steven L. (April 2001). “A Few Words on Sega, From the Founder”. 《Next Generation》. 3권 4호. 9쪽.
190. ↑  “Sega Enterprises, Ltd. Changes Company Name”. Sega. November  1, 2001. April 19, 2015에 원본 문서에서 보존된 문서. May  7, 2015에 확인함.
191. ↑  Justice, Brandon (2001년 1월 23일). “Sega Sinks Console Efforts?”. 《IGN》. 2015년 11월 19일에 원본 문서에서 보존된 문서. 2015년 5월 7일에 확인함.
192. ↑  Kent 2001, 588–589쪽.
193. ↑  Ahmed, Shahed (2001년 1월 31일). “Sega announces drastic restructuring”. 《GameSpot》. 2015년 5월 10일에 원본 문서에서 보존된 문서. 2014년 12월 9일에 확인함.
194. ↑  “Revisions to Annual Results Forecasts” (PDF). Sega. 2001년 10월 23일. 4쪽. 2015년 7월 26일에 원본 문서 (PDF)에서 보존된 문서. 2015년 11월 4일에 확인함.
195. ↑  “Sega pulls plug on Dreamcast”. 《Next Generation》. 3권 4호. April 2001. 7–9쪽.
196. ↑  Ahmed, Shahed (2006년 5월 17일). “Sega drops Dreamcast price again”. 《GameSpot》. 2015년 11월 2일에 원본 문서에서 보존된 문서. 2014년 12월 9일에 확인함.
197. ↑  “Sega Ships the 'Dreamlast'”. 《GamePro》. 14권 162호. March 2002. 30쪽.
198. ↑  “Dreamcast Collector's Edition Giveaway”. 《GamePro》. 14권 163호. April 2002. 117쪽.
199. ↑  Tanikawa, Miki (March 17, 2001). “Isao Okawa, 74, Chief of Sega And Pioneer Investor in Japan”. 《The New York Times》. C-17면. May 18, 2015에 원본 문서에서 보존된 문서. May  7, 2015에 확인함.
200. ↑  Kent 2001, 582, 589쪽.
201. ↑  Stout, Kristie Lu (2001년 3월 19일). “Late Sega exec leaves legacy, new leadership”. CNN. 2014년 3월 30일에 원본 문서에서 보존된 문서. 2014년 10월 31일에 확인함.
202. ↑  Gaither, Chris (November  1, 2001). “Microsoft Explores A New Territory: Fun”. 《The New York Times》. 3–1면. May 27, 2015에 원본 문서에서 보존된 문서. May  7, 2015에 확인함.
203. ↑  Phillips, Tom (2013년 2월 8일). “Microsoft mulled Sega buyout before deciding company 'didn't have enough muscle to stop Sony'”. 《Eurogamer》. 2020년 2월 7일에 원본 문서에서 보존된 문서. 2020년 4월 30일에 확인함.
204. ↑  “Sega and Microsoft Team Up for Strategic Xbox Alliance”. 《Stories》 (미국 영어). 2001년 3월 30일. 2020년 7월 27일에 확인함.
205. ↑  “Sega: The Blue Sky Company”. 《Edge》. 2007년 5월 31일. 2014년 11월 29일에 원본 문서에서 보존된 문서. 2015년 3월 5일에 확인함.
206. ↑  “Analysts say Sega taking its toll on CSK's bottom line”. 《Taipei Times》. Bloomberg News. March 13, 2003. July 16, 2015에 원본 문서에서 보존된 문서. May  7, 2015에 확인함.
207. ↑  “CNBC Transcript: Haruki Satomi, President, Sega Sammy Holdings”. 《CNBC》. 2018년 5월 4일.
208. ↑  Fahey, Rob (2003년 5월 20일). “Sega reports a profit, but top execs step down”. 《GamesIndustry.biz》 (영어). 2018년 7월 11일에 원본 문서에서 보존된 문서. 2018년 7월 11일에 확인함.
209. ↑  Sarkar, Samit (2017년 4월 7일). “Peter Moore recalls the last straw that convinced him to leave Sega”. 《Polygon》 (영어). 2020년 7월 27일에 확인함.
210. ↑  “SEGA of America Announces New President and COO”. 《www.businesswire.com》 (영어). 2003년 10월 1일. 2020년 7월 27일에 확인함.
211. ↑  Niizumi, Hirohiko; Thorsen, Tor (2004년 5월 26일). “Sammy merging with Sega”. 《GameSpot》. 2008년 10월 6일에 원본 문서에서 보존된 문서. 2011년 2월 18일에 확인함.
212. ↑  Fahey, Rob (2003년 12월 8일). “Sammy buys huge stake in Sega; takeover on the cards”. 《GamesIndustry.biz》. 2018년 7월 24일에 원본 문서에서 보존된 문서. 2020년 5월 7일에 확인함.
213. ↑  Bramwell, Tom (December 11, 2003). “Sammy tells Sega to focus on arcade”. 《Eurogamer》. December 25, 2014에 원본 문서에서 보존된 문서. May  7, 2015에 확인함.
214. 1 2  Niizumi, Hirohiko (2004년 6월 1일). “Sammy reveals new logo, changes at Sega”. 《GameSpot》. 2018년 8월 28일에 원본 문서에서 보존된 문서. 2016년 11월 16일에 확인함.
215. ↑  Fahey, Rob (2004년 5월 18일). “Sammy set to complete Sega takeover with full buy-out”. 《GamesIndustry.biz》. 2020년 5월 17일에 원본 문서에서 보존된 문서. 2020년 5월 7일에 확인함.
216. ↑  Dvorak, Phred (2004년 5월 19일). “Sammy to Buy Sega for $1.8 Billion”. 《The Wall Street Journal》. 2018년 2월 9일에 원본 문서에서 보존된 문서. 2020년 5월 7일에 확인함.
217. ↑  “Earnings information”. Sega Sammy Holdings. 2016년 6월 1일에 원본 문서에서 보존된 문서. 2016년 11월 16일에 확인함.
218. ↑  Horowitz 2018, pp. 251–252
219. ↑  “Arcade Belgium - Shinichi Ogasawara (Senior Game Designer, Sega) interview (18/04/2021) (en)”. 《www.arcadebelgium.be》. 2021년 6월 27일에 확인함.
220. ↑  updated 2018-06-08T10:36:23.158Z, Dr Marco Zangirolami Last (2016년 12월 16일). “T3 Interview: CEO of Sega Amusements International Paul Williams”. 《T3》. 2021년 6월 27일에 확인함.
221. 1 2  “Sega Sammy Holdings – Annual Report 2007” (PDF). Sega Sammy Holdings. 36쪽. 2016년 3월 30일에 원본 문서 (PDF)에서 보존된 문서. 2015년 5월 7일에 확인함.
222. ↑  “Sega Sells Gameworks To Investors Blooloop”. 《Blooloop》. 2020년 7월 6일에 원본 문서에서 보존된 문서. 2020년 7월 4일에 확인함.
223. ↑  Staff Writer. “Sega Republic to open as major new attraction - eb247 - Companies And Markets - Retail - Emirates24|7”. 《www.emirates247.com》 (영어). 2020년 7월 4일에 확인함.
224. ↑  “Sales by segment – Financial Information – Investor Relations”. Sega Sammy Holdings. May 21, 2015에 원본 문서에서 보존된 문서. April  5, 2015에 확인함.
225. ↑  “FY Ending March 2015 – 3rd Quarter Results Presentation” (PDF). Sega Sammy Holdings. September 24, 2015에 원본 문서 (PDF)에서 보존된 문서. April 14, 2015에 확인함.
226. ↑  Kohler, Chris (October  2, 2009). “Sega to Close Arcades, Cancel Games, Lay Off Hundreds”. 《Wired》. April 15, 2015에 원본 문서에서 보존된 문서. May  7, 2015에 확인함.
227. ↑  “Sega Combines US and European Management - News”. 《Nintendo World Report》. 2020년 7월 27일에 확인함.
228. ↑  “Hayes set for global Sega role | Gaming Industry | MCV”. 2009년 6월 20일. 2009년 6월 20일에 원본 문서에서 보존된 문서. 2020년 7월 27일에 확인함.
229. ↑  “Mike Hayes (SEGA/Nintendo) - Interview”. 《Arcade Attack》 (영국 영어). 2017년 5월 8일. 2020년 7월 27일에 확인함.
230. ↑  Verini, James (October 19, 2012). “How Virtual Pop Star Hatsune Mikue Blew Up in Japan”. 《Wired》. 20권 11호. May 16, 2015에 원본 문서에서 보존된 문서. May  7, 2015에 확인함.
231. ↑  “セガ 製品情報” [Sega product information] (일본어). Sega. May 11, 2015에 원본 문서에서 보존된 문서. May  7, 2015에 확인함.
232. ↑  “Sega PC Localized Game Official Site”. Sega. May 12, 2015에 원본 문서에서 보존된 문서. May  7, 2015에 확인함.
233. ↑  Sato, Shigeru; Hyuga, Takahiko (2013년 9월 17일). “Sega Said to Win Auction to Buy Bankrupt Japan Gamemaker Index”. Bloomberg News. 2013년 9월 22일에 원본 문서에서 보존된 문서. 2013년 9월 18일에 확인함.
234. 1 2  Pitcher, Jenna (February 18, 2014). “Sega to rebrand Index as Atlus in April, creates new division”. 《Polygon》. April 29, 2015에 원본 문서에서 보존된 문서. May  7, 2015에 확인함.
235. ↑  Cohen, Peter; Macworld | (2008년 7월 11일). “Review: Super Monkey Ball for iPhone”. 《Macworld》 (영어). 2020년 7월 4일에 확인함.
236. ↑  Rose, Mike (May 11, 2012). “Sega focusing on digital shift following decreased 2011 financials”. 《Gamasutra》. May 18, 2015에 원본 문서에서 보존된 문서. May  7, 2015에 확인함.
237. ↑  Harris, Jake (June 28, 2012). “Sega to close five European, Australian offices”. 《GameSpot》. May 10, 2015에 원본 문서에서 보존된 문서. May  7, 2015에 확인함.
238. ↑  Moscritolo, Angela (March 30, 2012). “Sega Cancelling Games, Planning Layoffs”. 《PC Magazine》. May  1, 2015에 원본 문서에서 보존된 문서. April  8, 2015에 확인함.
239. ↑  Crossley, Rob (January 30, 2015). “Sega to Axe 300 Jobs as Focus Turns to PC and Mobile”. 《Yahoo! Games》. October 17, 2015에 원본 문서에서 보존된 문서. April 14, 2015에 확인함.
240. ↑  Sarkar, Samit (2015년 2월 19일). “Sega acquires Demiurge Studios, but not its best-known game, Marvel Puzzle Quest”. 《Polygon》. 2018년 9월 12일에 원본 문서에서 보존된 문서. 2015년 2월 19일에 확인함.
241. ↑  Kerr, Chris (2016년 3월 4일). “Sega's Western mobile division hit with layoffs”. 《Gamasutra》. 2017년 1월 18일에 원본 문서에서 보존된 문서. 2017년 1월 17일에 확인함.
242. 1 2  Cowley, Ric (2017년 11월 20일). “From Sonic Jump to Speed Battle: The story of Sega Hardlight”. 《PocketGamer.biz》. 2018년 9월 12일에 원본 문서에서 보존된 문서. 2018년 9월 11일에 확인함.
243. ↑  “SEGA Mobile Game Closures”. Sega. 2015년 5월 10일에 원본 문서에서 보존된 문서. 2015년 5월 9일에 확인함.
244. ↑  Rad, Chloi (2015년 5월 8일). “SEGA Removing Games From Mobile Catalog that Fail to Meet Quality Standards”. 《IGN》. 2015년 5월 18일에 원본 문서에서 보존된 문서. 2015년 5월 10일에 확인함.
245. 1 2  “事業内容｜株式会社セガゲームス” [Entreprise ｜ SEGA Games Co., Ltd.] (일본어). Sega. 2015년 5월 18일에 원본 문서에서 보존된 문서. 2015년 5월 15일에 확인함.
246. ↑  “Notice of Organizational Restructuring within the Group and Change of Names of Some Subsidiaries due to the Restructuring” (PDF). Sega Sammy Holdings. February 12, 2015. June 24, 2015에 원본 문서 (PDF)에서 보존된 문서. May  7, 2015에 확인함.
247. ↑  “SEGA of America Relocates to Southern California”. 《Business Wire》. 2015년 1월 30일. 2017년 3월 22일에 원본 문서에서 보존된 문서. 2017년 3월 22일에 확인함.
248. 1 2 3 4  “Balance sheets information｜Financial Information｜Investor Relations｜SEGA SAMMY HOLDINGS”. Sega Sammy Holdings. 2017년 8월 19일에 원본 문서에서 보존된 문서. 2015년 2월 4일에 확인함.
249. 1 2  “セガゲームス始動！代表取締役社長CEO里見治紀氏に訊く新会社設立の意図と将来像” [Sega Games started! Interview with Haruki Satomi, President and CEO]. 《Famitsu》 (일본어). 2015년 7월 20일. 2015년 8월 28일에 원본 문서에서 보존된 문서. 2015년 9월 9일에 확인함.
250. ↑  “Executive Profile | SEGA SAMMY Group | SEGA SAMMY HOLDINGS”. Sega Sammy Holdings. 2015년 9월 19일에 원본 문서에서 보존된 문서. 2015년 9월 9일에 확인함.
251. 1 2  “Business Summary” (영어). Sega. 2018년 9월 6일에 원본 문서에서 보존된 문서. 2018년 9월 6일에 확인함.
252. 1 2  “History of SEGA SAMMY group”. Sega Sammy Holdings. 2019년 3월 31일에 원본 문서에서 보존된 문서. 2019년 3월 8일에 확인함.
253. ↑  “［TGS 2016］「サンダーフォースIII」の立体視リメイクが「セガ3D復刻アーカイブス3」に収録。セガゲームスによるテクノソフト全タイトルの権利取得も発表” [[TGS 2016] Stereoscopic remake of "Thunder Force III" is included in "SEGA 3D Reprint Archives 3". Sega Games also announced acquisition of rights for all technosoft titles]. 《4Gamer.net》 (일본어). 2016년 9월 17일. 2016년 9월 20일에 원본 문서에서 보존된 문서. 2018년 10월 24일에 확인함.
254. ↑  “セガサミー、「ジョイポリス」を香港企業に売却”. 《日本経済新聞》 (일본어). 2016년 10월 31일. 2021년 6월 27일에 확인함.
255. ↑  “Consolidation/Relocation of Head Office Functions of SEGA SAMMY Group” (PDF). Sega Sammy Holdings. 2017년 4월 3일. 2017년 4월 4일에 원본 문서 (PDF)에서 보존된 문서. 2017년 4월 4일에 확인함.
256. ↑  Wong, Alistair (2019년 2월 24일). “Players Say Goodbye As Old Sega Headquarters Finally Sold Off For Eventual Reconstruction”. 《Siliconera》. 2019년 3월 8일에 원본 문서에서 보존된 문서. 2019년 3월 8일에 확인함.
257. ↑  “Chris Bergstresser becomes Sega Europe COO and President”. 《MCV/DEVELOP》 (영국 영어). 2017년 8월 3일. 2020년 7월 28일에 확인함.
258. ↑  Barton, Seth (2018년 6월 28일). “Sega Europe announces ex-Rockstar COO Gary Dale as new president”. 《MCV/Develop》. 2020년 5월 17일에 원본 문서에서 보존된 문서. 2020년 5월 16일에 확인함.
259. ↑  Minotti, Mike (2018년 8월 1일). “Sega of America taps THQ, Acclaim vet Ian Curran as new president and COO”. 《VentureBeat》. 2018년 8월 2일에 원본 문서에서 보존된 문서. 2018년 8월 3일에 확인함.
260. ↑  McAloon, Alissa (2018년 10월 16일). “Sega credits strong localizations for jump in worldwide game sales”. 《Gamasutra》. 2018년 10월 20일에 원본 문서에서 보존된 문서. 2020년 4월 19일에 확인함.
261. ↑  Bankhurst, Adam (2019년 5월 1일). “Sega Refocusing on Existing IP in Response to Falling Profits”. 《IGN》. 2019년 5월 9일에 원본 문서에서 보존된 문서. 2019년 5월 9일에 확인함.
262. ↑  “FY Ended March 2019 Full Year Results Presentation” (PDF). 《segasammy.co.jp》. SEGA SAMMY HOLDINGS INC. 2019년 4월 26일. 2020년 9월 18일에 원본 문서 (PDF)에서 보존된 문서. 2020년 6월 3일에 확인함.
263. ↑  Macy, Seth (2019년 9월 16일). “Everything You Need to Know About the SEGA Genesis Mini: Where to Preorder, Full Game List, and What's In the Box”. 《IGN》. 2019년 11월 19일에 원본 문서에서 보존된 문서. 2020년 5월 17일에 확인함.
264. 1 2  Sinclair, Brendan (2019년 5월 9일). “Sega acquires Two Point Studios”. 《GamesIndustry.biz》. 2019년 5월 9일에 원본 문서에서 보존된 문서. 2019년 5월 9일에 확인함.
265. 1 2  Wales, Matt (2019년 5월 9일). “Sega acquires Two Point Hospital developer Two Point Studios”. 《Eurogamer》. 2019년 5월 9일에 원본 문서에서 보존된 문서. 2019년 5월 9일에 확인함.
266. ↑  Matsumoto, Ryuichi (2019년 12월 24일). “セガゲームスがセガに。セガサミーホールディングスが組織再編と一部連結子会社の商号変更を発表” [SEGA Games becomes SEGA. SEGA SAMMY HOLDINGS announces reorganization and change of trade names of some consolidated subsidiaries]. 《4Gamer.net》 (일본어). 2020년 1월 25일에 원본 문서에서 보존된 문서. 2019년 12월 24일에 확인함.
267. 1 2  “Notice of mergers between consolidated subsidiaries and changes in trade names of certain consolidated subsidiaries due to organizational restructuring in Entertainment Contents Business” (PDF). Sega Sammy Holdings. 2019년 12월 24일. 2019년 12월 24일에 원본 문서 (PDF)에서 보존된 문서. 2020년 4월 3일에 확인함.
268. ↑  Sinclair, Brendan (2020년 4월 2일). “Demiurge co-founder buys the studio back from Sega”. 《GamesIndustry.biz》. 2020년 4월 4일에 원본 문서에서 보존된 문서. 2020년 4월 2일에 확인함.
269. ↑  Robinson, Martin (2020년 6월 3일). “Sega celebrates its 60th anniversary with a Game Gear Micro”. 《Eurogamer》. 2020년 6월 3일에 확인함.
270. ↑  Handrahar, Matthew (2020년 8월 5일). “Sega's strong Q1 games performance erased by impact of COVID-19”. 《GamesIndustry.biz》. 2020년 11월 4일에 확인함.
271. ↑  Valentine, Rebekah (2020년 11월 4일). “Sega Sammy sells arcade business Sega Entertainment to Genda Inc”. 《GamesIndustry.biz》. 2020년 11월 4일에 확인함.
272. ↑  “11th Annual Game Publisher Rankings Summary Table”. 《Metacritic》. 2021년 3월 25일. 2022년 1월 25일에 원본 문서에서 보존된 문서. 2021년 3월 29일에 확인함.
273. ↑  Dietz, Jason (2021년 3월 25일). “2021 Game Publisher Rankings – #1: Sega”. 《Metacritic》. 2022년 1월 25일에 원본 문서에서 보존된 문서. 2021년 3월 30일에 확인함.
274. ↑  Blake, Vikki (2021년 3월 28일). “Sega is Metacritic's game publisher of the year”. 《Eurogamer》. 2021년 3월 29일에 확인함.
275. ↑  “SEGA UK – Corporate”. Sega. 2015년 3월 26일. 2018년 9월 18일에 원본 문서에서 보존된 문서. 2018년 9월 17일에 확인함.
276. ↑  “Location to Sega Publishing Korea”. Sega. 2019년 5월 12일에 원본 문서에서 보존된 문서. 2019년 5월 11일에 확인함.
277. ↑  “Group Companies List (Overseas)”. Sega Sammy Holdings. 2019년 5월 12일에 원본 문서에서 보존된 문서. 2019년 5월 11일에 확인함.
278. ↑  Houghton, David (2008년 4월 24일). “The greatest Sonic game we never got ...”. 《GamesRadar+》. 2013년 5월 21일에 원본 문서에서 보존된 문서. 2012년 7월 23일에 확인함.
279. ↑  Horowitz, Ken (2006년 5월 9일). “Interview: Steven Kent (Author)”. 《Sega-16》. 2016년 5월 4일에 원본 문서에서 보존된 문서. 2018년 2월 22일에 확인함.
280. ↑  “History of Sega Toys” (PDF). Sega Toys Co., Ltd. 2014. 2015년 4월 15일에 원본 문서 (PDF)에서 보존된 문서. 2018년 10월 24일에 확인함.
281. ↑  “Sega Sammy Holdings – Annual Report 2014” (PDF). Sega Sammy Holdings. 34, 58, 62, 65쪽. December 25, 2014에 원본 문서 (PDF)에서 보존된 문서. May  6, 2015에 확인함.
282. ↑  Morrison, Angus (2016년 7월 5일). “Sega acquires Endless developer Amplitude”. 《PC Gamer》. 2016년 7월 7일에 원본 문서에서 보존된 문서. 2016년 7월 5일에 확인함.
283. ↑  Bramwell, Tom (March  9, 2005). “SEGA acquires Creative Assembly”. 《Eurogamer》. May 18, 2015에 원본 문서에서 보존된 문서. May  7, 2015에 확인함.
284. ↑  “SEGA Acquires New Studio, Invests in Two More”. IGN. 2021년 10월 26일에 확인함.
285. ↑  “沿革 - Play Heart”. 2021년 10월 26일에 확인함.